# Hermandad de la Victoria (Huelva)
La Real, Ilustre y Fervorosa Hermandad del Sagrado Corazón de Jesús, y Cofradía de Nazarenos de Nuestro Padre Jesús de la Humildad en el Desprecio de Herodes, María Santísima de la Victoria Coronada y San Juan Evangelista,  es una hermandad de culto católico, con sede canónica en la parroquia del Sagrado Corazón de Jesús de Huelva, en el barrio de El Polvorín y procesiona en la Semana Santa de Huelva (España) cada Miércoles Santo. 
Fue fundada el 19 de marzo de 1939 por el párroco del Sagrado Corazón de Jesús, Pablo Rodríguez Quintero, y por José Zayas Fernández, Eulogio García Ferrer y Diego Díaz Hierro, feligreses de la parroquia, con el ánimo de reconstruirla después de haber quedado prácticamente destruida tras los incidentes de la guerra civil española en 1936.

## Historia
La Hermandad de la Victoria se funda en 1939 en la Parroquia del Sagrado Corazón de Jesús en El Polvorín, Huelva. Es más tarde, cuando la hermandad decide encargar una imagen de la Virgen, siendo bendecida en la Capilla Colegial de las Reverendas Madres Teresianas. Ese mismo año comienzan los trámites oportunos en el Arzobispado de Sevilla para llevar a cabo la puesta en marcha de la nueva Hermandad.

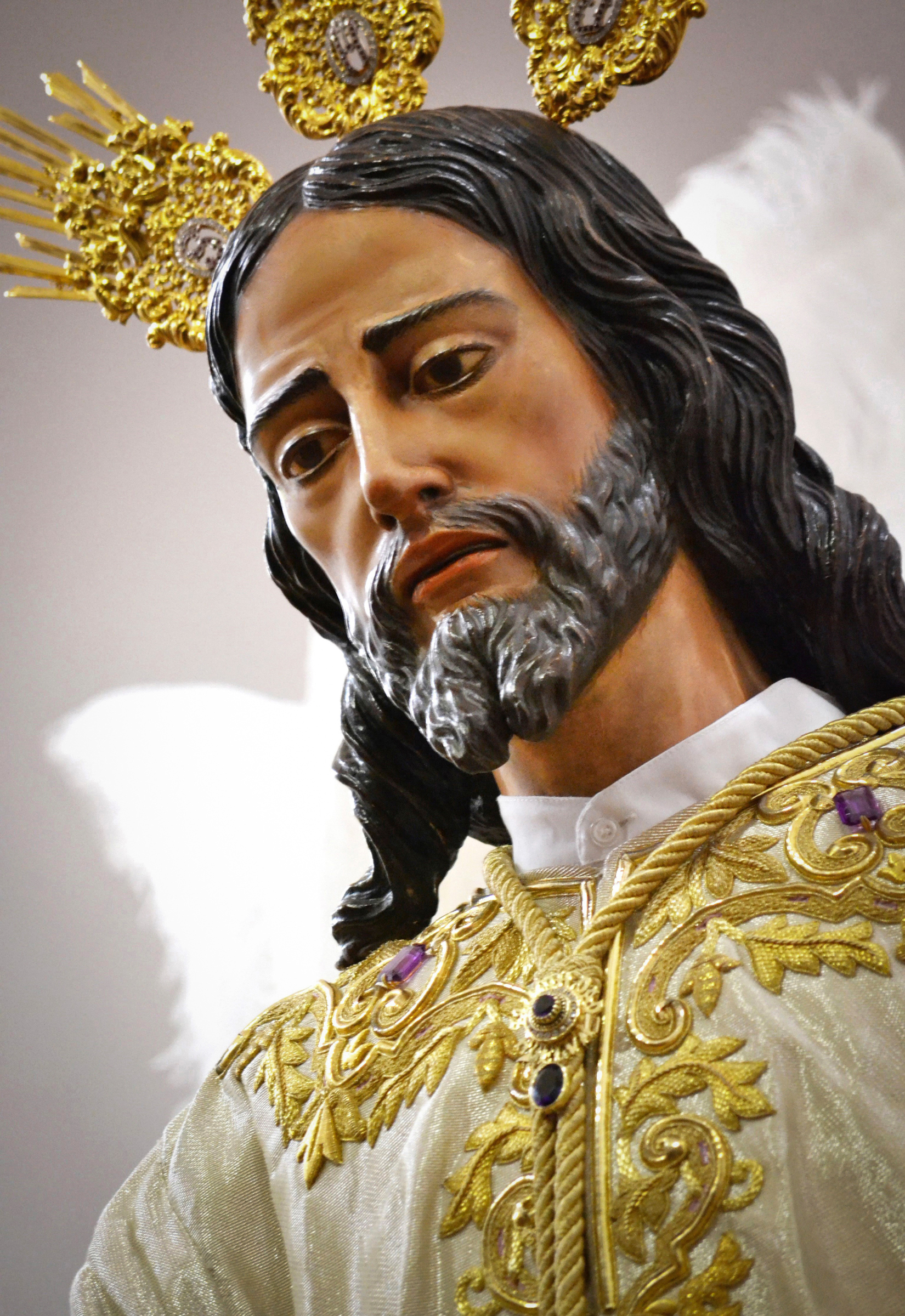
Nuestro Padre Jesús de la Humildad, Titular de la Hermandad de la Victoria de Huelva

En el mes de agosto de 1939, el vicario general del Arzobispado de Sevilla aprueba la constitución de la Junta Organizadora de la Hermandad.
En la primera Junta Organizadora se aprueba por unanimidad que el misterio de la Hermandad sea el pasaje evangélico recogido por San Lucas, versículo 11, el Desprecio de Herodes al Señor, acordándose el nombre de Nuestro Padre Jesús de la Humildad. Para el nombre de la Virgen se presentan dos propuestas. La primera es la sostenida por Diego Díaz Hierro que propone la advocación del Perpetuo Socorro y la segunda es propuesta por Eulogio García Ferrer que pretende el nombre de Victoria.
El 8 de diciembre de 1940, festividad de la Inmaculada Concepción, se bendice la Primitiva Imagen de María Santísima de la Victoria, realizada por el imaginero onubense Joaquín Gómez del Castillo,  en la capilla de las Reverendas Madres Teresianas. La Imagen es trasladada en procesión desde allí hasta la Parroquia del Sagrado Corazón de Jesús, sede canónica de la Hermandad, recorriendo el Barrio Obrero y las calles del barrio del Polvorín.
La Hermandad fue erigida canónicamente el 5 de mayo del 1941 por decreto del Arzobispado de Sevilla, aprobándose también los primeros estatutos de la Corporación.
El Miércoles Santo, 9 de abril de 1941, la Cofradía realiza su primera Estación de Penitencia, con un solo paso en el que lucía la Virgen de la Victoria bajo palio azul, varales, respiraderos y caídas realizados en terciopelo negro con los interiores de color blanco. La Cofradía efectuó su salida a las siete y media de la tarde siguiendo el siguiente itinerario: Plaza de la Raza, carretera del Matadero, 18 de julio, General Primo de Rivera, Calvo Sotelo, Concepción, Mora Claros, Puerto, Palos, Fernando el Católico, Padre Marchena, Alameda Sundheim y Carretera de Sevilla al Templo.

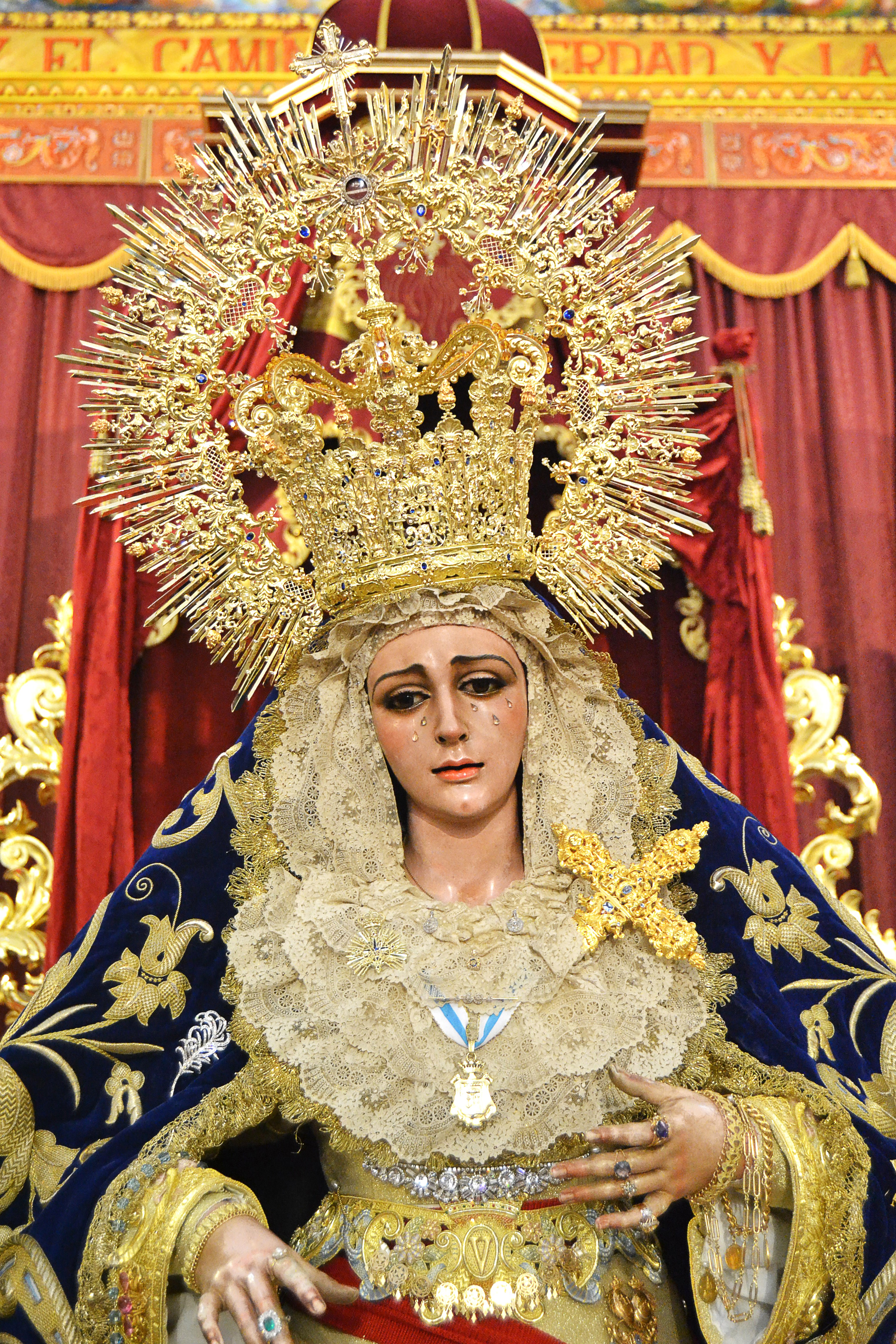
María Santísima de la Victoria, Titular de la Hermandad de la Victoria de Huelva

Desde el Miércoles Santo, 2 de abril de 1942, segunda Estación de Penitencia que realiza la Hermandad, pasa y para la Cofradía ante el Convento de las Hermanas de la Cruz, en la popular Plaza Niña, siendo la primera Cofradía de Penitencia de Huelva que hace este gesto como muestra de cariño y homenaje hacia la labor que hace esta congregación con los más necesitados.
El 1 de octubre de 1942, en la Parroquia del Sagrado Corazón de Jesús se bendice la Imagen de Nuestro Padre Jesús de la Humildad.
El 21 de abril de 1943, Miércoles Santo, la Cofradía realiza su Estación de Penitencia por primera vez con dos pasos, procesionando el Señor en el paso de San Sebastián, Patrón de Huelva, siendo cedido por el Ayuntamiento de la ciudad.
En el año 1950 se modifica el itinerario de la Cofradía a su regreso al Templo, atravesando el Barrio de El Matadero, siendo uno de los puntos más característicos del recorrido del Miércoles Santo onubense. Ese mismo año es bendecida la Imagen de San Juan Evangelista, realizada por el imaginero ayamontino Antonio León Ortega.
En 1951 se aprueban los nuevos estatutos de la Hermandad, en los que se incluye como nuevo Titular a San Juan Evangelista, procesionando por primera vez junto a la Virgen de la Victoria el Miércoles Santo 21 de marzo de 1952.
El 1 de abril de 1953, Miércoles Santo, se produce un hecho trágico, y trascendental a la vez, para el devenir de la Hermandad. Al llegar a las puertas del Barrio Reina Victoria se incendia el paso de palio, al troncharse una de las velas de la candelería al salir del Templo, que fue prendiendo poco a poco la saya de la Virgen sin que nadie se diera cuenta, hasta que a la altura del citado barrio, el fuego se propaga causando tan horrible tragedia. El Domingo de Resurrección, la Imagen de la Virgen de la Victoria de Joaquín Gómez del Castillo, quedó expuesta en su capilla vestida de negro, calcinada y portando un cirio en sus manos. Ante la Virgen, desfilaron durante varios días numerosos fieles y devotos, afligidos y apenados por tan trágico suceso.  El 13 de junio de ese año se bendice la Imagen de la Virgen de la Victoria, tras la restauración realizada por el escultor ayamontino León Ortega, realizándose al siguiente día una procesión de gloria por los barrios de la Hermandad y la ciudad.

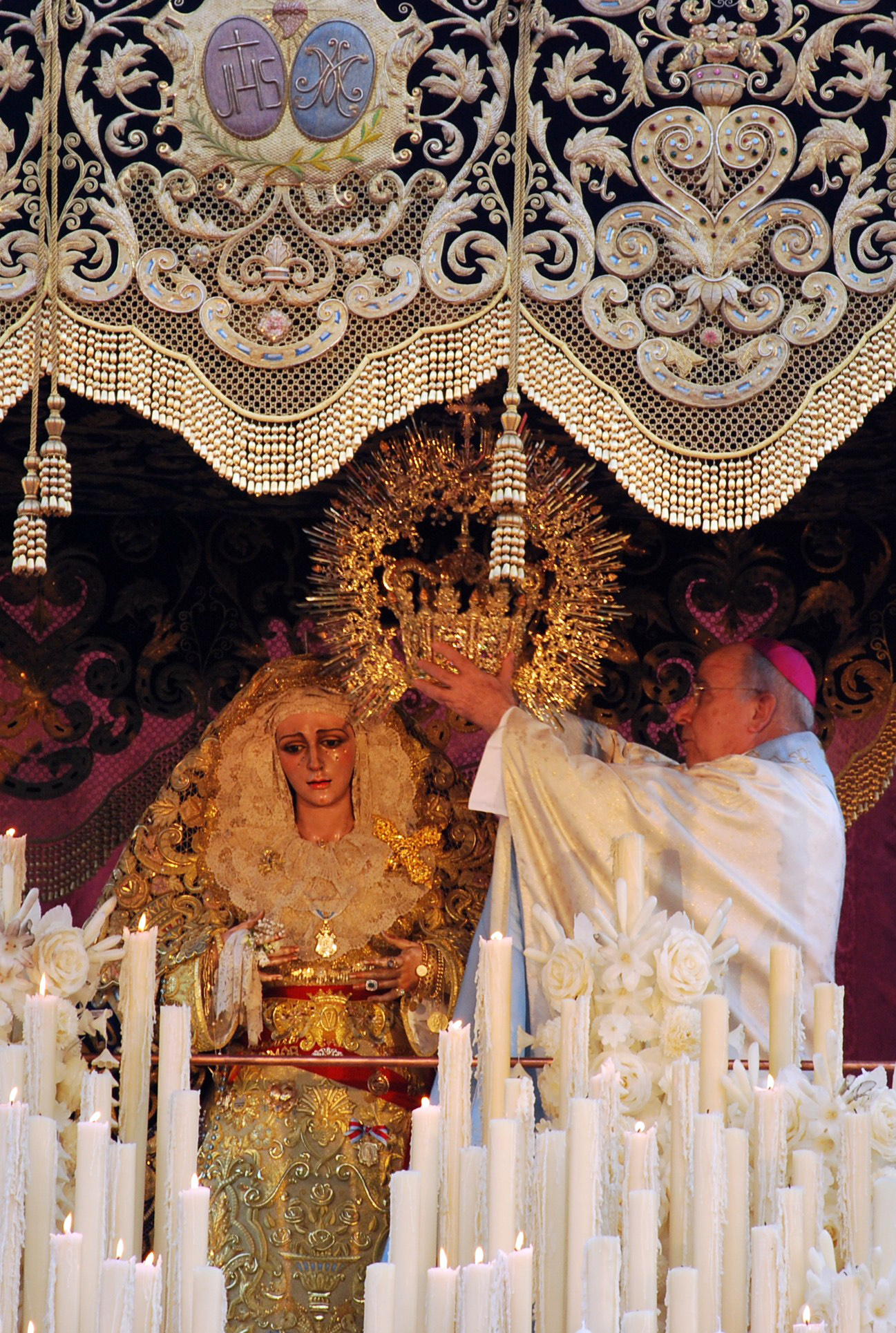
Coronación Canónica de María Santísima de la Victoria 5 de mayo de 2012

El 20 de diciembre de 1957, la Hermandad reconoce los especiales lazos de unión con la Hermandad de la Cinta y especialmente atendiendo el gesto de desprenderse de la cinta de plata de la Virgen, para ser subastada en una campaña benéfica en favor de los más necesitados de la ciudad, nombrando a la Hermandad de la Patrona de Huelva, Hermana Mayor Predilecta de la Hermandad.
En 1963 la Hermandad de la Cinta, Patrona de Huelva, en correspondencia a la atención que tuvo esta Corporación con Nuestra Señora de la Cinta, nombra a la Hermandad Hermana de Honor, al restituirle en oro la cinta de plata que donó para la campaña de Navidad de 1957 destinada a la gente más humilde de la ciudad.
El Miércoles Santo de 1968, en su paso de palio, es bendecida la actual Imagen de María Santísima de la Victoria, realizada por el imaginero sevillano Luis Álvarez Duarte.
Entre los años 1989 y 1990, se celebra un extenso programa de actos y cultos conmemorativos del cincuenta aniversario de la fundación de la Hermandad, teniendo como broche de oro una procesión extraordinaria con la Santísima Virgen de la Victoria por las calles de la ciudad, estrenando un manto de procesión bordado en hilo de oro fino, en el Convento de Santa Isabel de Sevilla, diseñado por Rafael Infante Toscano y donado por un extenso número de hermanos.
El 18 de octubre de 1997, la Virgen de la Victoria recibió la Medalla de Oro de la ciudad de Huelva otorgada a una imagen en concreto en reconocimiento de devoción y fervor, concedida por el Ayuntamiento de Huelva, siendo alcalde Pedro Rodríguez González, reunido en pleno el 24 de abril de ese año, con unanimidad de todos los grupos políticos.
El 21 de diciembre de 2008 se anuncia, por el vicario general de la diócesis de Huelva, la Coronación Canónica de María Santísima de la Victoria que tuvo lugar el 5 de mayo de 2012. El acto de coronación canónica y misa de pontifical fue llevado a cabo por el obispo de la diócesis de Huelva José Vilaplana Blasco en la plaza de la Constitución de la capital, frente al Ayuntamiento, donde se levantó un altar efímero para tal acto, además de contar con más de 3.000 sillas para los fieles, devotos y hermanos de la corporación onubense. Dicha corona fue diseñada y ejecutada por el joyero Manuel Varela, recogiendo en ella 4 kilos 250 gramos de oro recogidos en años anteriores para tal ofrenda, así como una reliquia del velo de la Virgen y numerosas piedras preciosas y puntas de diamantes.
La obra social de la Coronación es un centro para las mujeres marginadas por la prostitución en San Francisco de Macorís (Rep. Dominicana).
Durante el año 2014, con un extenso programa de actos y cultos, se ha celebrado el 75 Aniversario de la Fundación de la Hermandad.

## Escudo, medalla y lema

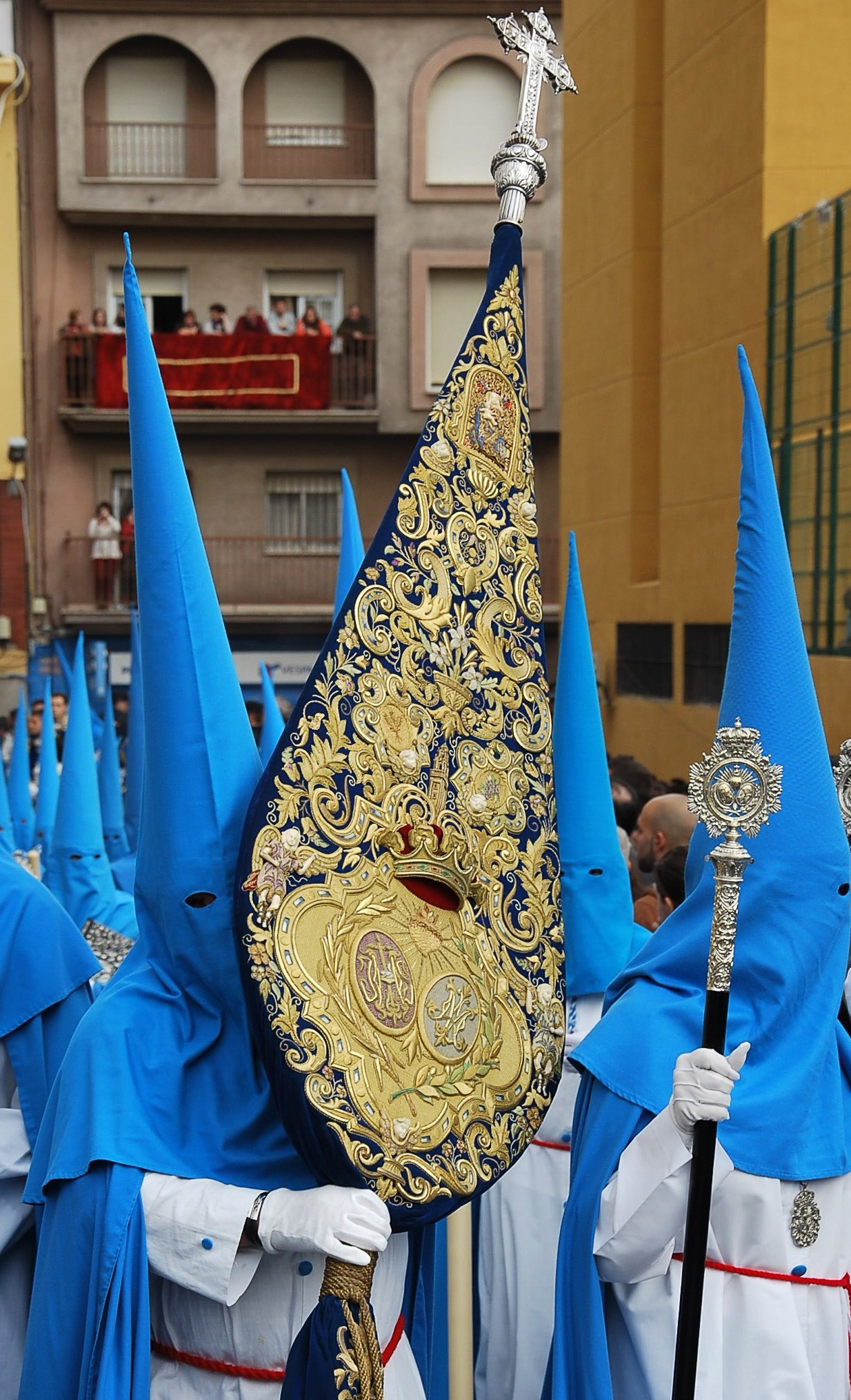
Estandarte de la Hermandad de la Victoria de Huelva

El Escudo o Emblema de la Hermandad contiene dos escudos ovalados acolados. El derecho contiene en campo de gules el monograma de Jesús “J.H.S.” en oro, estando presidido por la cruz. El óvalo izquierdo tiene en campo de azur el monograma de María “A.M.” en oro. Entre ambos escudos, rodeados por cintas de oro, luce un corazón sangrante de gules con llamas y una cruz latina, rodeado de una corona de espinas en su color, del cual emergen ráfagas de oro; símbolo de la Parroquia, sede fundacional y canónica de la Hermandad. Todo el conjunto lo rodea una palma y una rama de olivo de sinople, cruzándose en sotuer y timbrado por la Corona Real.
El Estandarte o Guion Corporativo, es la insignia más importante de la Hermandad, al contener el Escudo y representa oficialmente a la Corporación en todos los actos y cultos a los que acuda. El Guion es una de las piezas de bordado más importante del patrimonio artístico de la Hermandad, es de estilo barroco, basado en el conjunto de bordados que posee la Hermandad, realizado en 1990 por Rafael Infante Toscano y donado por el Grupo Joven de la Hermandad. Bordado en terciopelo azul de Lyon en oro fino, y sedas de colores, incorporando piezas de marfil para los seis ángeles insertados en el bordado. Destaca la cantidad de elementos vegetales, volutas, jarrones y hojas de acanto. Destaca en la parte superior una reproducción en seda de la Imagen de Nuestra Señora de la Cinta, Patrona de Huelva, así como el escudo corporativo, bordado en oro, rematado por la Corona Real en relieve superando al resto de las piezas del Estandarte.

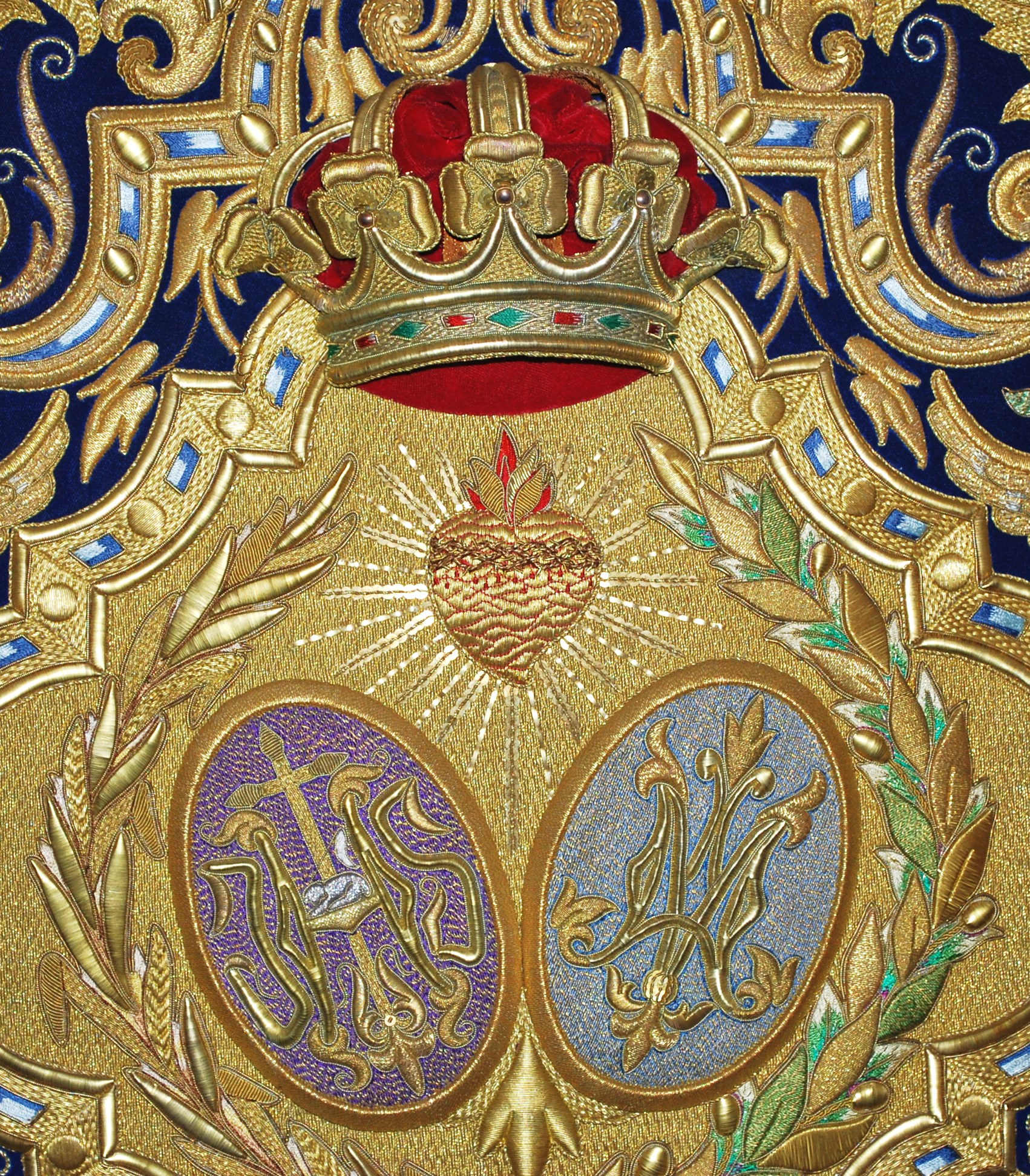
Detalle del Estandarte

Sobre la corona destaca una reproducción de la torre de la Parroquia del Sagrado Corazón de Jesús, bordada también en oro fino. La insignia posee un asta realizada por Jesús Domínguez Vázquez en el año 1990 en metal plateado, siendo rematada por una cruz latina repujada en metal plateado.
La Medalla que lucen los hermanos en los cultos de la Hermandad es de plata o metal plateado, figurando troquelado el escudo de la Hermandad, bordeado por ángeles corpóreos que sujetan la Corona Real. Las medidas de la medalla son 7,50 cm de altura por 5,50 cm de ancho.
El cordón de color azul y blanco, confeccionado en hilo de seda. El Hermano Mayor lucirá la medalla y el cordón pero en dorado. Los hermanos que hayan ocupado el cargo de Hermano Mayor podrán lucir la medalla dorada pero el cordón tiene que ser el mismo que el de todos los hermanos, azul y blanco.
El lema de la Hermandad está tomado del Evangelio de San Mateo 11, 29, en el que Jesús nos llena de tranquilidad interior: “Aprended de mi que soy manso y humilde de corazón.”
La túnica que lucen los nazarenos es de color blanco, botones, morrión y capa azul, con cíngulo de lana rojo, guantes blancos y zapatos de material de color negro. En el lado izquierdo de la capa luce bordado el escudo de la Hermandad.

### Tramos y Protocolos del Cortejo de la Hermandad de la Victoria

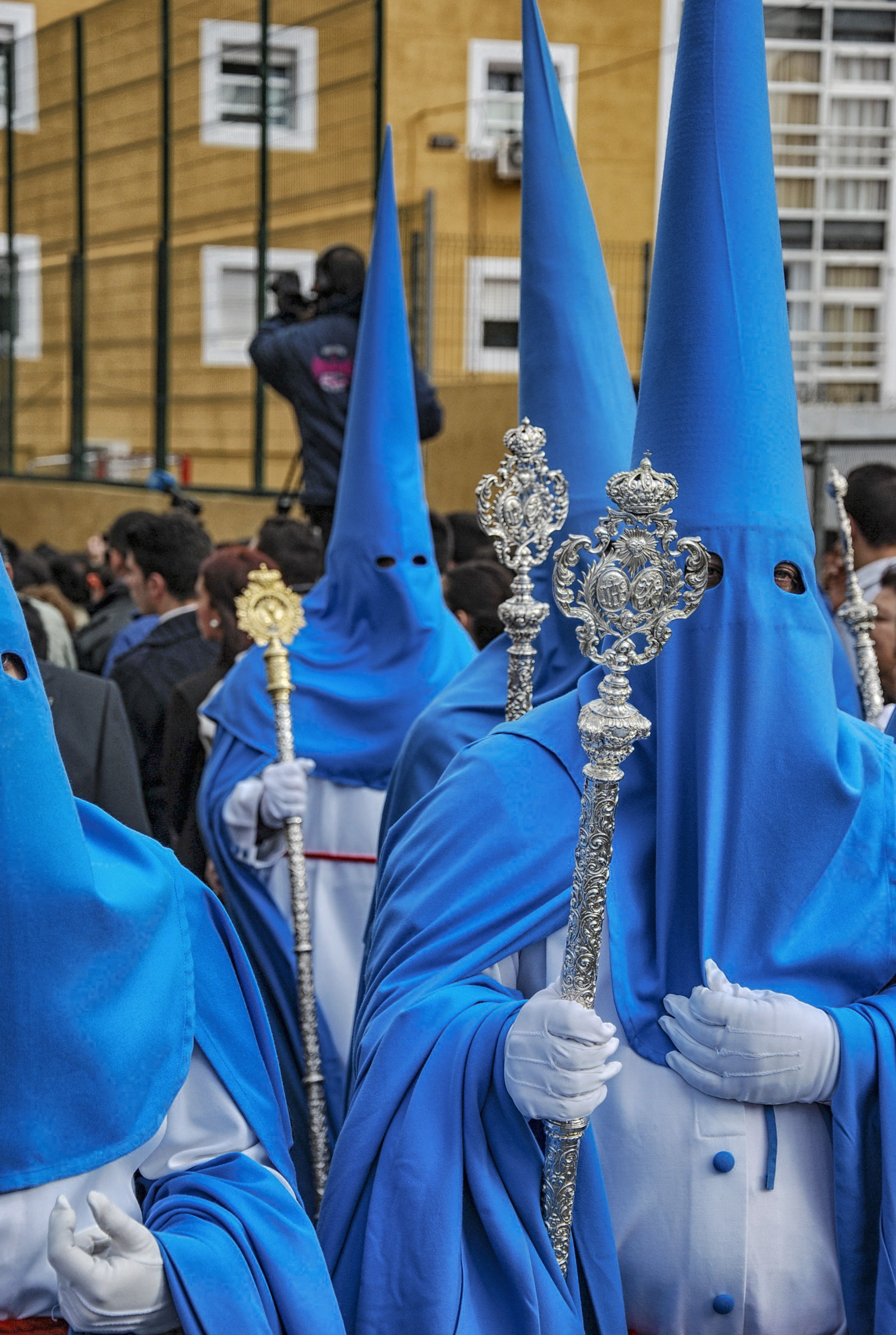
Miembros del cortejo de la Hermandad de la Victoria

El orden de la Cofradía en su Salida Penitencial del Miércoles Santo se realizará conforme se recoge en el Reglamento de Régimen Interno de la Hermandad, Artículo 14.º y ordenanzas 49.ª y 50.º con los siguientes Protocolos establecidos: 

#### Cortejo del Paso de Misterio de Nuestro Padre Jesús de la Humildad
- Banda de Cornetas y Tambores.
- Fiscal de Cruz de Guía.
- Cruz de Guía acompañada de dos Faroles con cera blanca.
- Tramo 12 de nazarenos.
- Senatus acompañado de cuatro varas.
- Tramo 11 de nazarenos.
- Bandera de la Hermandad de la Cinta acompañada de cuatro varas.
- Tramo 10 de nazarenos.
- Banderín del Sagrado Corazón de Jesús acompañado de cuatro varas.
- Tramo 9 de nazarenos.
- Lábaro Eucarístico acompañado de cuatro varas.
- Tres parejas de cirios de respeto.
- Pértiga de la Hermandad acompañada de cuatro varas.
- Dos Bocinas con paños con el anagrama de Jesús.
- Presidencia del Paso de Misterio.
- Pertiguero y Seis Ciriales con cera blanca.
- Dos incensarios.
- Dos Navetas.
- Cuerpo de Monaguillos (4).
- Fiscal de Paso de Cristo.
- Paso de Misterio de Nuestro Padre Jesús de la Humildad.
- Cuerpo de nazarenos Penitentes.
- Banda de Cornetas y Tambores.

#### Cortejo del Paso de Palio de María Santísima de la Victoria
- Cruz Parroquial acompañada de dos Ciriales con cera blanca.
- Tramo 8 de nazarenos.
- Simpecado Concepcionista acompañado de dos varas y dos Faroles con cera blanca.
- Tramo 7 de nazarenos.
- Banderín de San Juan Evangelista acompañado de cuatro varas.
- Tramo 6 de nazarenos.
- Guion Real acompañado de cuatro varas.
- Tramo 5 de nazarenos
- Bandera Asuncionista acompañada de cuatro varas.
- Tramo 4 de nazarenos.
- Guion de la Ciudad de Huelva acompañado de cuatro varas.
- Tramo 3 de nazarenos.
- Mediatrix acompañado de cuatro varas.
- Tramo 2 de nazarenos.
- Bandera Homenaje al Papa acompañada de cuatro Pértigas Papales.
- Tramo 1 de nazarenos.
- Guion de la Coronación acompañado de cuatro varas.
- Tres parejas de cirios de respeto.
- Pértiga de la Cinta y Libro de Reglas acompañado de cuatro varas.
- Tres parejas de cirios de respeto.
- Estandarte de la Hermandad acompañado de cuatro varas.
- Dos Bocinas con paños alusivos a la Virgen.
- Antepresidencia Segunda Paso de Palio
- Antepresidencia Primera Paso de Palio.
- Presidencia Paso de Palio.
- Cruz Alzada, Pertiguero y seis Ciriales con cera blanca.
- Cuatro Incensarios.
- Dos Navetas y dos Canastos.
- Cuerpo de Monaguillos. (4)
- Fiscal de Paso de Palio.
- Paso de Palio de la Santísima Virgen de la Victoria.
- Banda de Música.

Los Hermanos podrán solicitar dentro de los plazos marcados en el Reglamento de Régimen Interno el portar varas, insignias o cirios cumpliendo siempre el criterio de antigüedad en la Hermandad, pudiendo reservar siempre el sitio aquellos Hermanos que formaron parte del Cortejo de la Hermandad el año anterior, así mismo, el sitio en la Cofradía es personal y no cabe la posibilidad de transferencia del mismo.

## Pasos e Imágenes Titulares de la Hermandad

### Nuestro Padre Jesús de la Humildad

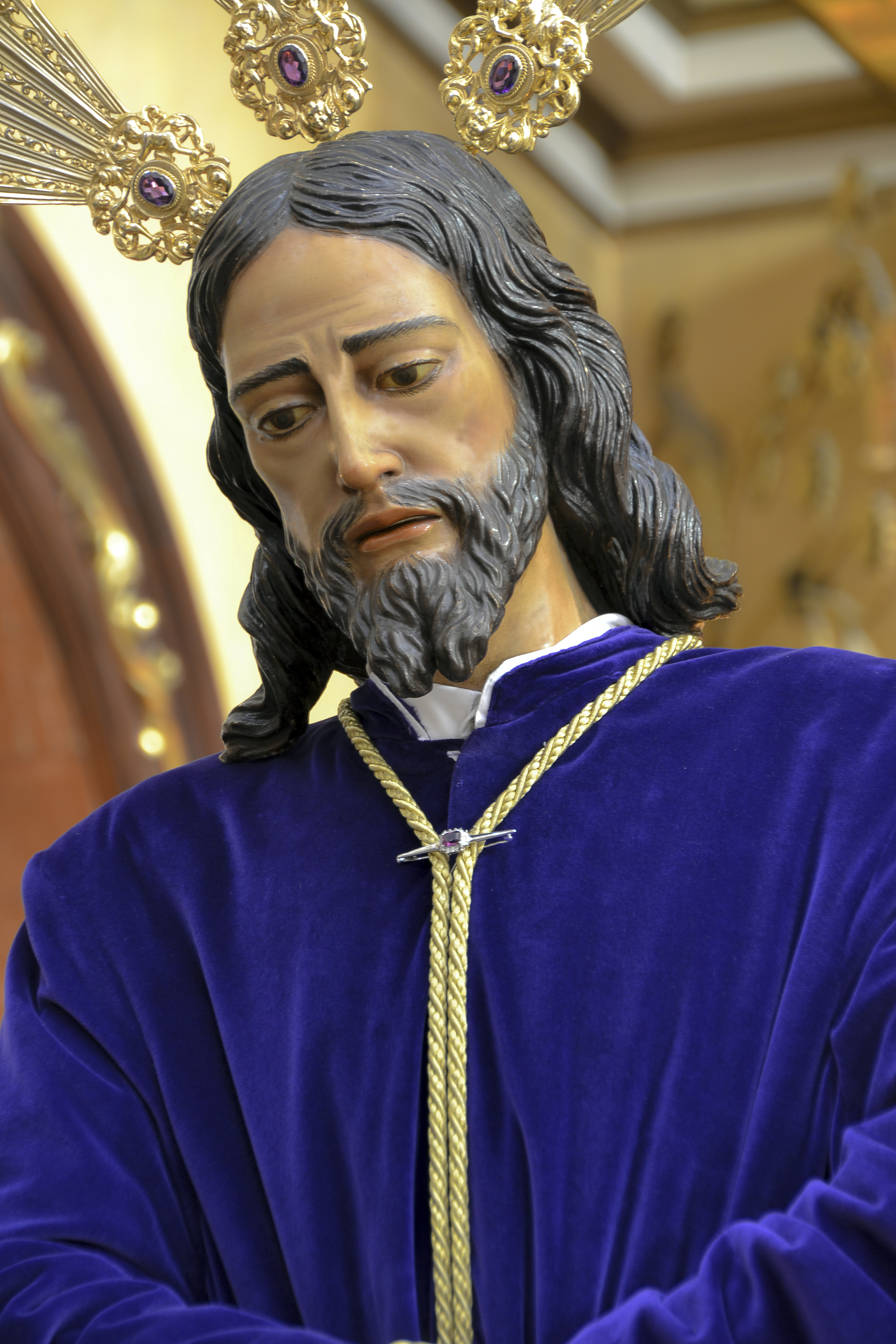
Nuestro Padre Jesús de la Humildad

La Imagen de Nuestro Padre Jesús de la Humildad fue realizada por el imaginero Antonio León Ortega en el año 1942. Para la ejecución de la Imagen, la Hermandad solicita al Ayuntamiento de Huelva, le sean concedidos dos cipreses que fueron afectados por un temporal y que estaban caídos en el antiguo Cementerio de San Sebastián. Aceptada la petición por las autoridades, la Hermandad procedió a retirar dichos árboles el 9 de junio de 1942. El día 1 de octubre de ese mismo año, se bendice en la Parroquia del Sagrado Corazón de Jesús la Sagrada Imagen, realizando su primera salida procesional el Miércoles Santo de 1943 en el paso de San Sebastián, Patrón de Huelva, cedido por el Ayuntamiento.
El señor de la Humildad mide 1,73 m de altura, mantiene posición estante, con la mirada baja, con las manos atadas, el pie izquierdo poco adelantado, la cabeza baja y la mirada muestra pesadumbre y cansancio, a la vez que una gran dulzura. En el rostro muestra una frente ancha con arrugas horizontales,  entrecejo fruncido, la nariz muy fina, pómulos salientes, boca algo entreabierta; el pelo parece mojado, dividido con raya longitudinal; barba corta y bigote nacido desde surco bajo la nariz, pestañas pintadas y ojos parduscos.
El Señor en su salida procesional luce potencias de oro de ley, donadas por un extenso grupo de hermanos, realizadas por el joyero cordobés Francisco Díaz Roncero y diseñadas por Rafael Infante Toscano. También viste túnica bordada en oro sobre tisú de plata, ejecutada en Albaida del Aljarafe (Sevilla) por la Bordadora Genoveva Rodríguez Sánchez y diseñada por Juan Robles.
La Imagen del Señor de la Humildad, entre los meses de octubre de 2023 y febrero de 2024 fue sometida a una restauración en el taller del afamado restaurador sevillano, Enrique Gutiérrez Carrasquilla, corrigiéndose defectos en la sujeción de la imagen a la peana y limpieza de cara, manos y pies del Señor.

### Paso de Misterio
El Paso, diseñado por Javier Sánchez de los Reyes, presenta un juego de candelabros de madera de cedro real de Brasil, cuatro con nueve luces cada uno  colocados en las esquinas, en el centro de cada costado van dos de seis luces cada uno. También consta de otros cuatro de tres luces que van en las esquinas, arrancando de una ménsula tallada desde la base de la canastilla. El paso esta en fase de restauración de color oro el miércoles Santo de 2023 saldrá solo con la delantera y trasera en color oro y los laterales de color madera de roble.

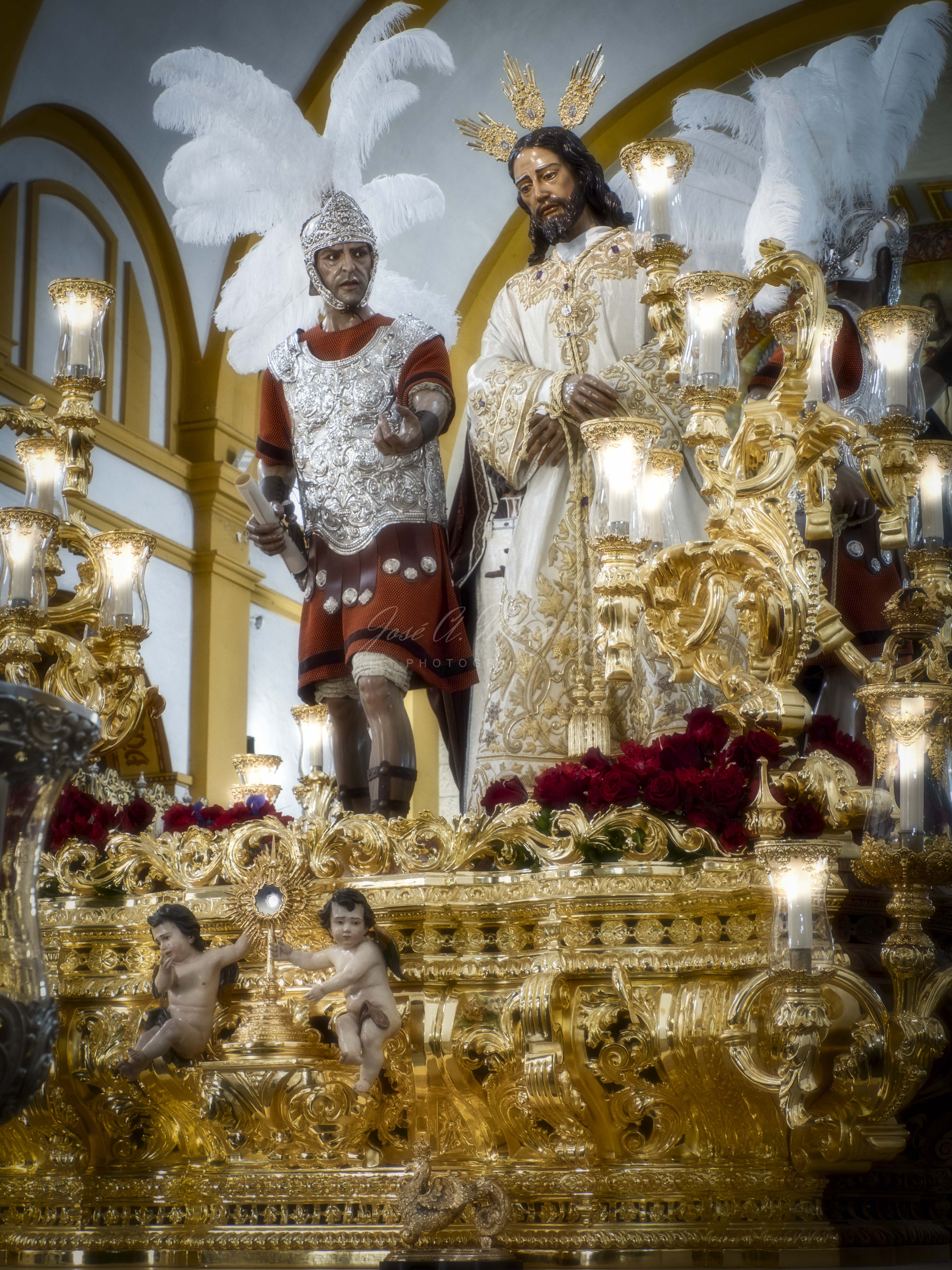
Paso de Misterio de Nuestro Padre Jesús de la Humildad despreciado de Herodes.

La carpintería del paso de misterio está realizado por los Hermanos Caballero Farfán de la ciudad de Sevilla. 
Como detalle personal del paso lo constituye la esquina, sobre el chaflán en el perfil del canasto se presenta adosado una talla en forma de voluta, de la que parten tres brazos, dos que se enroscan con tulipas de tamaño convencional y uno que sube verticalmente sosteniendo un guardabrisón que termina en remate con corona real.
Las maniguetas van caladas y torneadas a las que se adosan volutas para darle cuerpo y volumen
En la canastilla van ocho querubines portantes, situados en los centros de los costeros y en el centro del frontal y la trasera por parejas. También lleva cuatro arcángeles pasionistas, que van situados en el centro de los medios paños de la canastilla.
Los querubines y arcángeles pasionistas están realizados por el escultor-imaginero sevillano Mariano Sánchez del Pino, realizadas en madera de cedro real, estucados y policromados al óleo, con alas estofadas y paños de oro fino siguiendo el diseño de Javier Sánchez de los Reyes.
Las figuras de los Arcángeles pasionistas son cuatro, portan en la mano izquierda, los atributos de la pasión: la Lanza, el Hisopo, la Escalera y el Flagelo. En la mano derecha llevan escudos en tierra con los símbolos de la pasión que portan en sus manos, martillo, tenazas, clavos, corona de espinas, columna, dados, monedas, velo Verónica, espada, cáliz, antorcha, etc.. Son estucados, dorados y policromados al óleo.
En los respiraderos figuran dos grupos de imágenes, donde se incluyen escenas de la vida de Cristo y santos relacionados con Huelva.
El centro de cada respiradero, figuran cuatro cartelas centrales con una pequeña ménsula para la colocación de figuras alusivas a la humildad de Cristo, destacando en altos relieves, las escenas del Nacimiento de Jesús, el Bautismo de Jesús, la Entrada de Jesús en Jerusalén y el Lavatorio de pies, todo ello realizado en cedro real, dorados en oro y policromados al óleo, siendo obra del sevillano Mariano Sánchez del Pino.
Las cartelas y capillas de los respiraderos presentan unos cardos, de donde salen una especie de cuernos de la abundancia que junto a las rosas de pasión que se incluyen en el canasto y con los ángeles con atributos pasionistas, hacen alusión a la pasión de Cristo, dorados en oro, policromados al óleo y estofados. Las cuatro imágenes que aparecen en los respiraderos, van situadas en el centro de cada medio paño y están reservados para unas capillas talladas, con una peana en su base para la colocación de diversos santos relacionados con la Hermandad, los cuales son Santa Ángela de la Cruz, San Antonio María Claret, San Enrique de Ossó y Santa Teresa de Jesús. Van realizados y policromados por el imaginero Mariano Sánchez del Pino de Sevilla, yendo estofados y policromados al óleo.
En el frontal y la trasera del paso, en el centro de la canastilla, se disponen dos ostensorios para albergar reliquias de la Lipsanoteca de la Hermandad. En el relicario del frontal del paso albergará una reliquia del “Lignúm Crucis” y en la trasera del paso la reliquia de “San Sebastián”, Patrón de la Ciudad de Huelva. Dichos ostensorios son realizados por Orfebrería San Juan en plata sobredorada siendo custodiados por querubines.

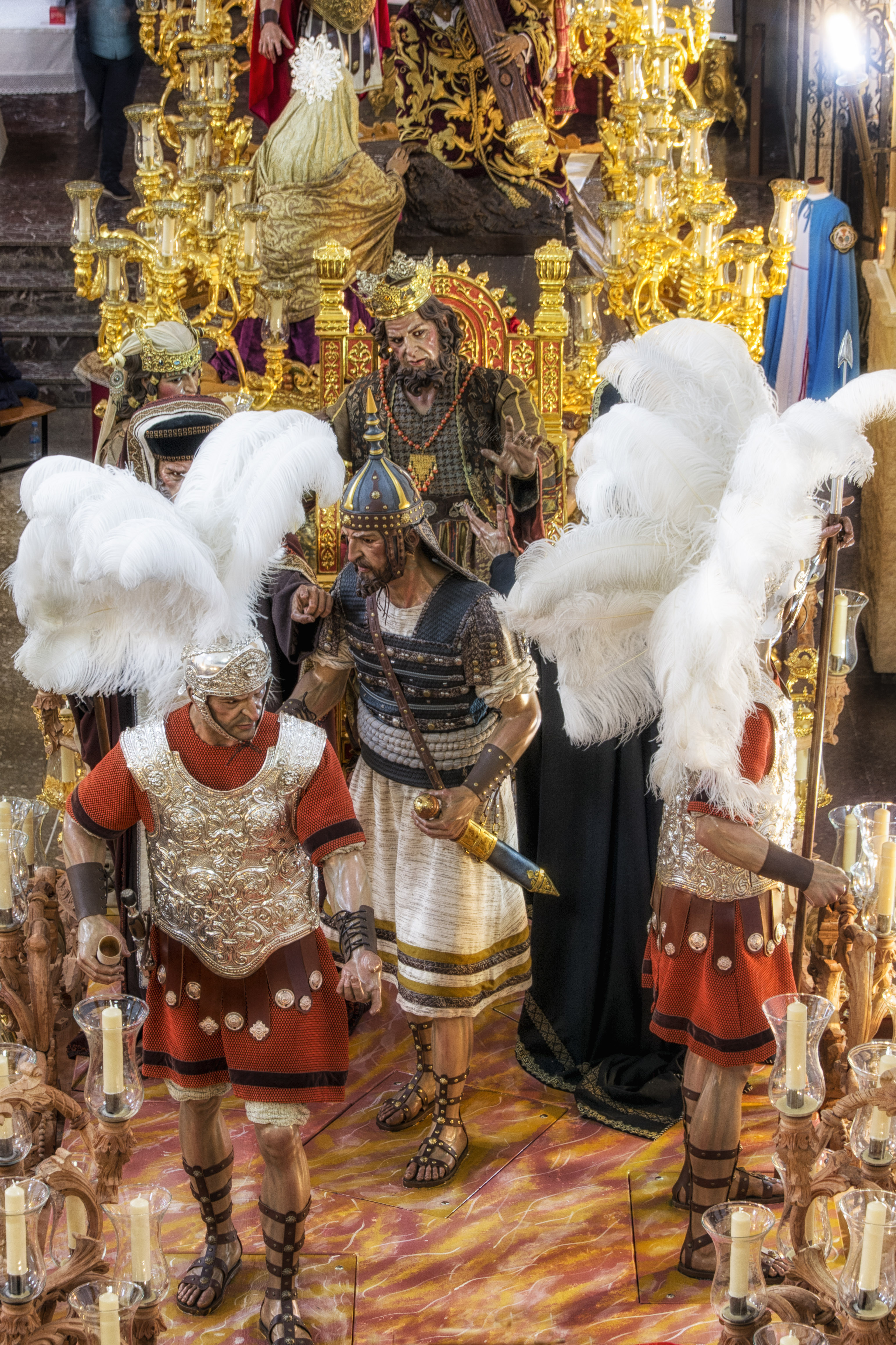
Misterio Desprecio de Herodes. Hermandad de la Victoria (Huelva)

En la parte superior de la canastilla lucen seis candelabros de guardabrisas, cuatro en las esquinas de nueve luces y dos en los costeros de seis luces, aparte de los dos que van con los cuatro guadabrisones de las esquinas realizados por Orfebrería San Juan en plata sobredorada, luciendo el escudo de la Hermandad grabado al ácido en el cristal.
En el paso de misterio, estrenado en la Semana Santa del año 2017, intervienen varios artistas artesanos de distintas facetas, pero todo el conjunto del paso ha sido diseñado por Javier Sánchez de los Reyes de la ciudad de Sevilla.

### Misterio desprecio de Herodes
Configura el pasaje bíblico, según se recoge en el evangelio de San Lucas, versículo 11, en el que el Señor es despreciado por Herodes: "Herodes y su guardia, después de despreciarlo e insultarlo, le puso un vestido brillante y lo remitió a Pilato."
Nuestro Padre Jesús de la Humildad viste una magnífica túnica bordada en oro sobre tisú de plata, realizada por la bordadora Genoveva Rodríguez Sánchez de Albaida del Aljarafe (Sevilla), estrenada en 2007. La Imagen del Señor luce en su cabeza un juego de tres potencias de oro artísticamente realizada por el joyero cordobés Francisco Díaz Roncero, siendo bendecidas el Viernes de Dolores del año 2000, antes de su traslado al paso en la Parroquia del Sagrado Corazón de Jesús. 
Las imágenes secundarias del misterio son diseño y obra del escultor e imaginero Elías Rodríguez Picón, natural de Rociana del Condado (Huelva), siendo estrenadas el Miércoles Santo de 2017.
En la escena del misterio se representa el momento en el que Jesús es despreciado por Herodes. El conjunto de imágenes secundarias lo componen siete imágenes: Herodes, su esposa Herodías, Caifás, Anás, un soldado judío y dos soldados romanos.

### María Santísima de la Victoria

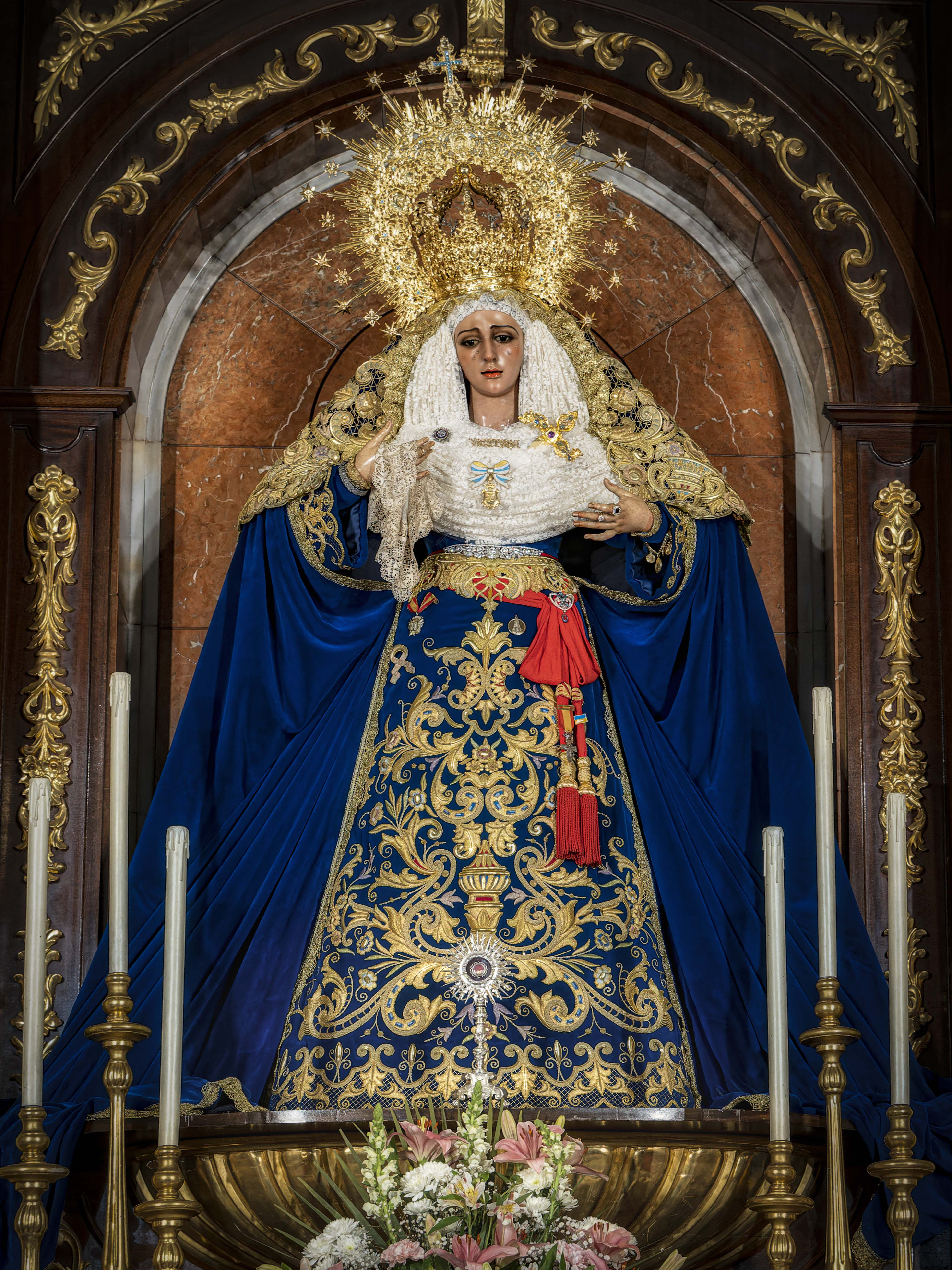
María Santísima de la Victoria en su camarín en la Capilla de la Hermandad. Parroquia Sagrado Corazón de Jesús de Huelva.

La Hermandad ha contado a lo largo de su historia con tres imágenes de la Virgen, hecho este que hace más extensiva su literatura y descripción de la Iconografía de la Virgen. La Primitiva Imagen, obra atribuida durante largo tiempo a León Ortega y que documentalmente puede demostrarse su autoría al escultor onubense Joaquín Gómez del Castillo. Bendecida en la Capilla de las Madres Teresianas el 8 de diciembre de 1940, festividad de la Inmaculada Concepción. Representaba a la Virgen cabizbaja y en actitud de desconsuelo. Imagen esta, de bellas facciones suaves, ojos negros semicerrados, nariz alargada y fina, labios carnosos y perfectamente modelados, así como barbilla suave dejando entrever un hoyuelo que caracterizaba el conjunto. Los ojos, de cristal, ribeteados por pestañas superiores en pelo natural, dejaban correr por sus mejillas dos lágrimas que partían de sus ojos. Las cejas finas y perfectas, algo descuidadas, daban naturalidad a una cabeza que se completaba con pelo tallado y recogido en su parte trasera a modo de rodete.
La Imagen, en madera de ciprés, con fina encarnadura, presentaba débil policromía, sin apenas veladuras ni pátina. Los brazos, articulados, no estaban tallados, sino torneados, presentando juego de rótulas en hombro y codos, así como en las muñecas, de donde parten las manos finamente talladas y encarnadas. La estatura de la Virgen era de 1,67 cm desde la base del candelero hasta la cabeza. León Ortega retocó la Virgen en 1.941 con buen acierto. Esta Imagen sufrió un incendio fortuito cuando procesionaba en su paso, a la altura del Barrio Reina Victoria, el Miércoles Santo, 1 de abril de 1953, donde se destruyó prácticamente el rostro y manos. León Ortega fue el encargado de restaurar la Imagen de la Virgen, así como la de San Juan Evangelista, de la que era autor y que al acompañar a la Virgen sufrió graves desperfectos.
La nueva imagen, restauración de la anterior, aún con cierto parecido presentaba connotaciones distintas a la anterior. Había cambiado. Sus rasgos más pronunciados, dando por tanto, una expresión más dolorosa. Los ojos más cerrados, dándole a la Imagen un aspecto casi oriental; en definitiva, aquella no era la Virgen de la Victoria, o al menos, no la imagen a la que la Hermandad y devotos estaban acostumbrados, por lo que la Hermandad nunca estuvo totalmente satisfecha con esta imagen, ya que se apreciaban cambios muy radicales con respecto a la imagen anterior.
En 1967 el deterioro de esta Imagen era evidente, grietas en la madera y saltaduras de estuco, hacen que la Hermandad se replantee el tema de la restauración, que es aprobada en Cabildo Extraordinario y que se encarga al escultor sevillano Luis Álvarez Duarte.
Trasladada la Imagen a Sevilla y en reconocimiento rutinario de la misma, se aprecia desprendimiento de mascarilla, que fácilmente salta a pocos toques que diera el escultor. En ella se aprecia, que las partes que fueron pasto de las llamas en 1953 fueron rehechas a base de estuco, superponiendo este material y modelando sobre ellas, no contando esta restauración con una suficiente base científica, por lo cual el resultado podía considerarse más de buena voluntad que de acierto artístico, por lo cual, la Hermandad decide hacer una nueva Imagen de la Virgen. El resultado de la nueva talla fue una bella Imagen, distinta por completo de las anteriores que indiscutiblemente marcó una nueva etapa en la Hermandad.

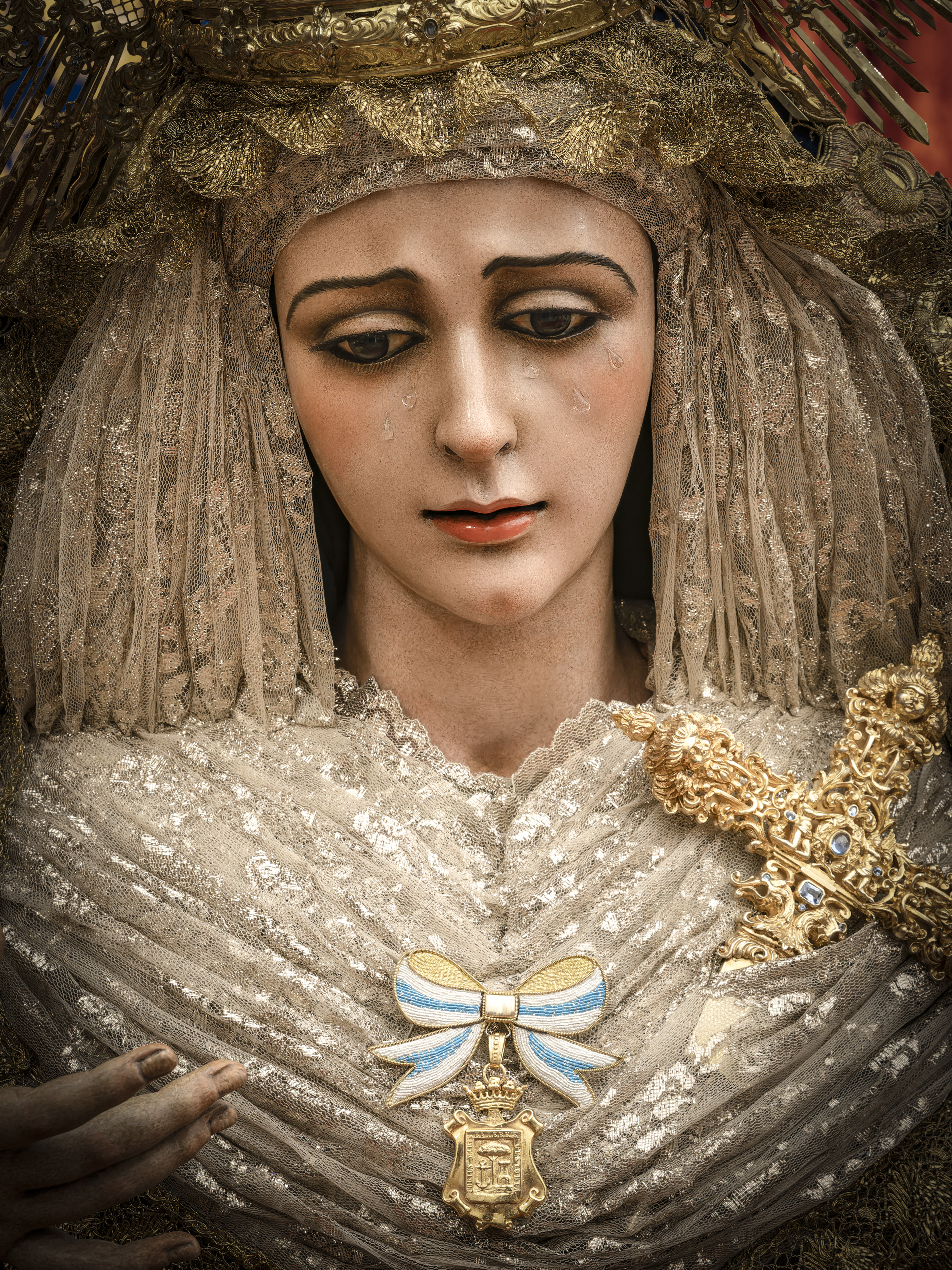
María Santísima de la Victoria tras su restauración en 2022

Por ello nadie debe mirarse en el espejo de la restauración, que aun cuando la Hermandad siempre estuvo favorable a ella, fueron motivos puramente técnicos los que la desaconsejaron y consecuentemente se optó por la confección de una nueva Imagen.
Esta Imagen de la Virgen, se concibió, en su representación cronológica, entre la adolescencia y la edad adulta. De facciones aniñadas, pero de gran entereza, concretamente de 1,72 cm desde la base del candelero hasta la cabeza, está ligeramente inclinada hacia adelante, ladeando su cabeza hacia su derecha. Fue realizada en 1968, tal como consta en el dorso de la Imagen: "LUÍS ALVAREZ DUARTE, 1968."
A semejanza de las anteriores, es del más puro estilo sevillano en su confección: candelero de base ovalada de seis listones y forrado en piel marrón. Cabeza, torso y manos realizadas en madera de cedro, no así los brazos y rótulas, que son de madera de pino Flandes. Las actuales manos, finas y de dedos alargados, son debidas a la gubia de Antonio Eslava Rubio, verdadero prodigio en este tipo de trabajos.
En el año 2022, tras la aprobación en Cabildo Extraordinario de Hermanos, se somete a la Imagen de la Virgen de la Victoria a una restauración que llevara a cabo el prestigioso restaurador sevillano Enrique Gutiérrez Carrasquilla, consistiendo dicho trabajo en labor de limpieza y corrección de desperfectos en rostro y manos así como el refuerzo de las estructuras internas de la Imagen.

### Paso de palio de María Santísima de la Victoria

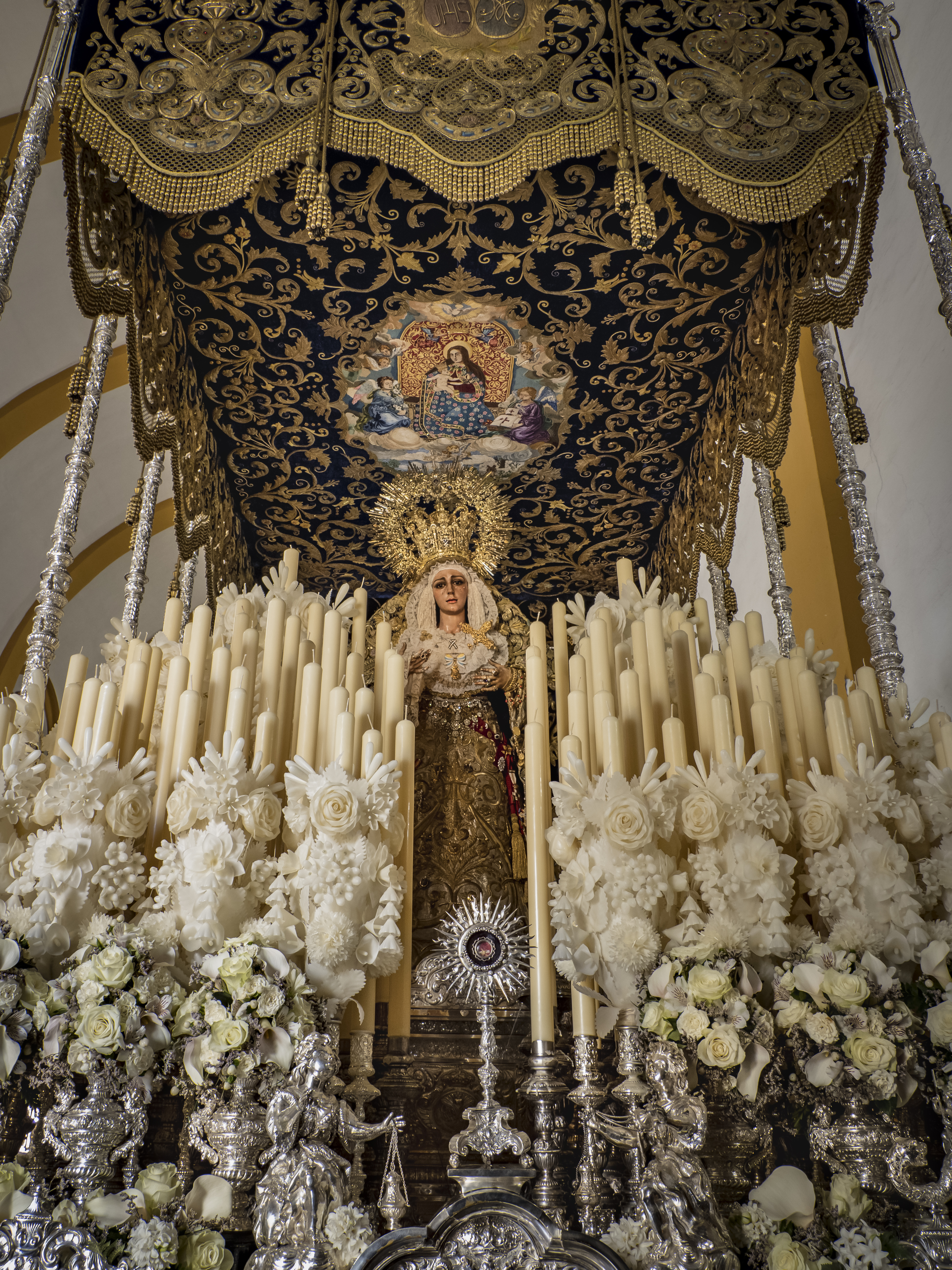
Vista frontal del paso de palio de la Virgen de la Victoria

El paso de Palio de María Santísima de la Victoria, de estilo barroco, es una de las joyas de la Semana Santa de Huelva, está considerado como uno de los mejores palios que se pasean por las calles onubenses en su semana mayor.
Los respiraderos fueron realizados por el gran orfebre sevillano Jesús Domínguez Vázquez entre los años 1965 al 1971. Destacan los arcángeles que soportan las maniguetas y los ángeles, que como complemento al conjunto portan los faroles entrevarles. Lleva cartelas con escenas de la vida de Nuestro Señor que realizó el orfebre José Zabala Osuna. En las maniguetas figuran ángeles talantes. Flanquea la reliquia frontal dos ángeles tenantes del mismo autor. Las capillas centrales portan las imágenes de la Inmaculada, San Sebastián y el Sagrado Corazón de Jesús realizados por Orfebrería Ramos, con carnes en marfil de Carlos Valle.
La peana realizada en 1955 por Jesús Domínguez, así como Jarras y jarritas delanteras.
Los Varales están considerados como una joya de la Orfebrería andaluza, obra magnífica del orfebre sevillano Jesús Domínguez, en el año 1952, según boceto y diseño del citado orfebre. Están compuestos 1.140 piezas sueltas, 95 por varal
La candelería es de Fernando Cruz de 1951. El Miércoles Santo de 2022, se estrenan las primeras tandas de la nueva candelería, 18 candeleros en total, obra del orfebre D. Manuel Fernando, de Orfebrería San Juan, siguiendo la línea artística del paso de palio. El Miércoles Santo de 2024 se estrena una nueva tanda de candelería, continuando con el proyecto iniciado por varios de la Cofrdía, en total son 6 más de 95 centímetros de altura, contando ya con un total de 24 piezas.
El llamador es de Jesús Domínguez, con ángel cabalgando sobre dragón, realizado en 1953.
Los candelabros de cola constan de catorce brazos cada uno, cincelados con pareja de ángeles corpóreos y con cartela de la Hermandad, guardabrisas de cristal y coronitas de orfebrería realizados en 1958.

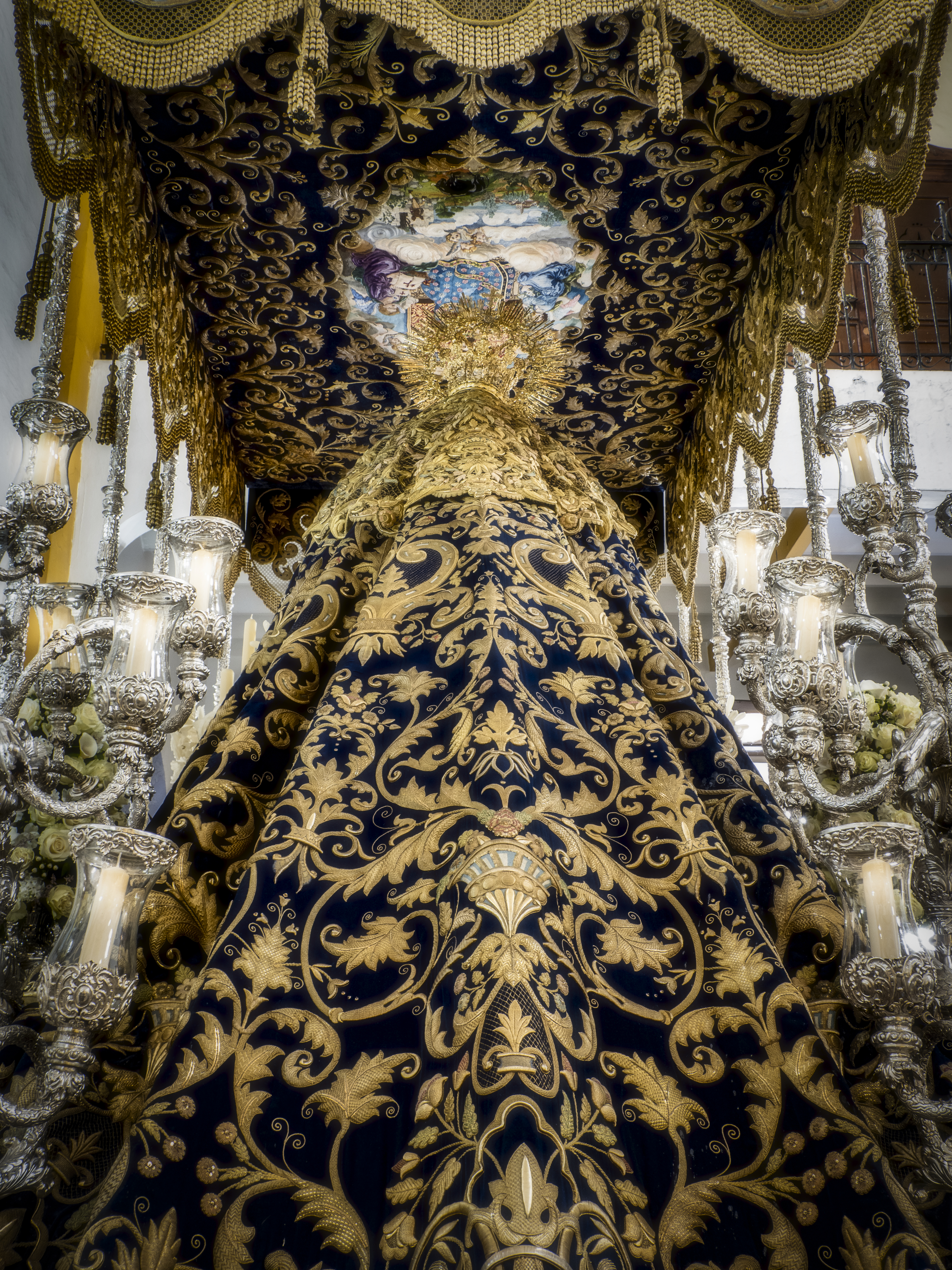
Vista trasera del paso de palio de la Virgen de la Victoria

Bambalinas y Techo de Palio son diseñados por Manuel Elena Caro y bordados por Esperanza Elena Caro entre los años 1950 y 1953, en oro fino sobre terciopelo de Lyon. El conjunto fue restaurado y pasado a nuevo terciopelo por el taller de Sucesores de Caro entre los años 2006 y 2008. El techo de palio luce la nueva gloria bordada en sedas de colores por el taller de Sucesores de Elena Caro (Sevilla) bajo el diseño del artista onubense D. Mario Moya siendo estrenado en 2022.
La gloria del techo de palio representa la imagen mural de la Virgen de la Cinta, Patrona de Huelva, flanqueada por dos ángeles, el Espíritu Santo, la Coronación de la Virgen, querubines y el milagro del toro.
El manto de procesión fue realizado en el Convento de Santa Isabel de Sevilla, diseñado por Rafael Infante, realizado en oro fino sobre terciopelo azul representado los motivos más representativos de la Hermandad, se estrenó con motivo del Cincuentenario Fundacional de la Hermandad en 1990.
Los faldones fueron realizados por Sucesores de Caro entre los años 2010 y 2012, siendo estrenados en la Coronación Canónica de la Virgen de la Victoria. Realizados en oro fino sobre terciopelo azul, diseñados por Juan Robles, destacan las cartelas centrales realizadas en sedas de colores con motivos de la Virgen (Anunciación, Coronación y Asunción) diseñadas por Mario Moya.

### La Corona de la Virgen de la Victoria
La corona que luce la Santísima Virgen de la Victoria fue diseñada y realizada en oro y piedras preciosas por el orfebre cordobés Manuel Valera Pérez en el año 2012 con motivo de su coronación canónica el 5 de mayo de ese año. El oro fue aportado por los fieles, hermanos y devotos en general de la virgen de la Victoria, habiéndose recibido aportaciones incluso desde fuera de la provincia de Huelva.

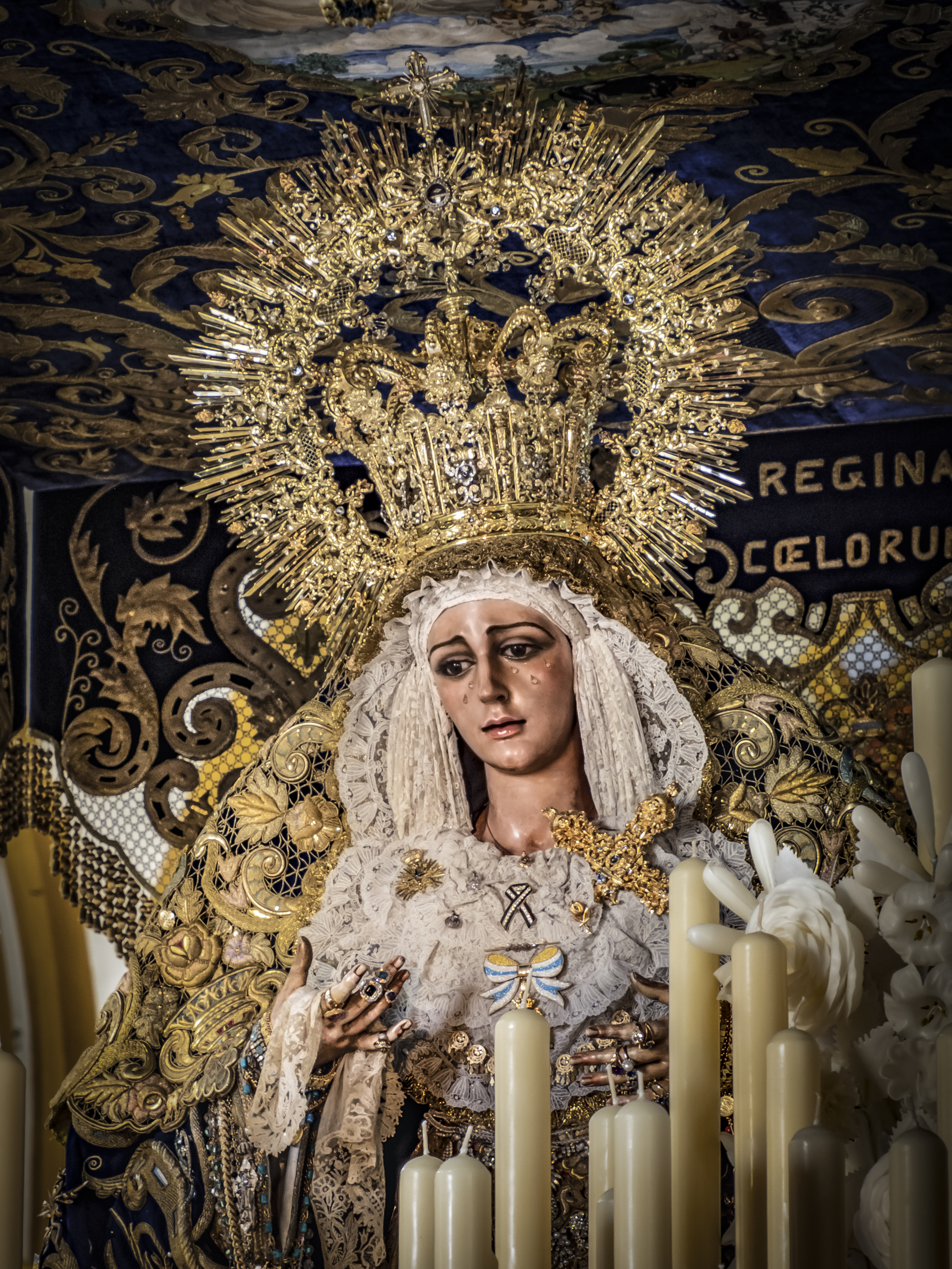
La Virgen de la Victoria luciendo su corona de oro en el paso de palio

Concebido el proyecto como una Rosa de los Vientos convertida en corona, se proclama a todo el mundo que la Virgen María es Victoria y Guía de la humanidad, marcando los 32 rumbos que aparecen en el canasto de la corona los cuales son señalados por 8 angelotes de las pilastras que dividen el canasto en ocho paños, 16 angelitos querubines, dos por cada paño, que están de base a cada uno de los ocho pebeteros en llamas que se intercalan entre los imperiales de la corona y por último un detalle muy característicos es que sirviendo de arranque para los imperiales aparecen ocho angelotes con los carrillos hinchados y el cabello al aire que interpretan los ocho vientos principales: Bóreas(N), Kaikias(NE), Eurus(E), Apeliotas(SE), Noto(S), Lips(SO), Céfiro(O) y Skiron(NO).
En el centro de la corona y como veleta, en referencia a la que remataba la Torre de los Vientos, una imagen de la Victoria de Samotracia, la Diosa griega de la Victoria aparece coronando el canasto de la corona. aplastando el mal encarnado en los ocho vientos principales, vientos a los que se nombran en la Biblia en sentido profético, maléfico, como castigo divino, como se profetiza en el Apocalipsis (7,1).
En el centro de la corona y portada por la Niké luce una reliquia, un trozo del Velo de la Virgen María, a la que la Hermandad rinde culto el 5 de noviembre de cada año en la Festividad de las Santas Reliquias.
El relicario que custodia la reliquia del Velo de la Santísima Virgen está inspirado en el altar que se encuentra situado en el ábside del Vaticano, la cátedra de San Pedro.

### San Juan Evangelista

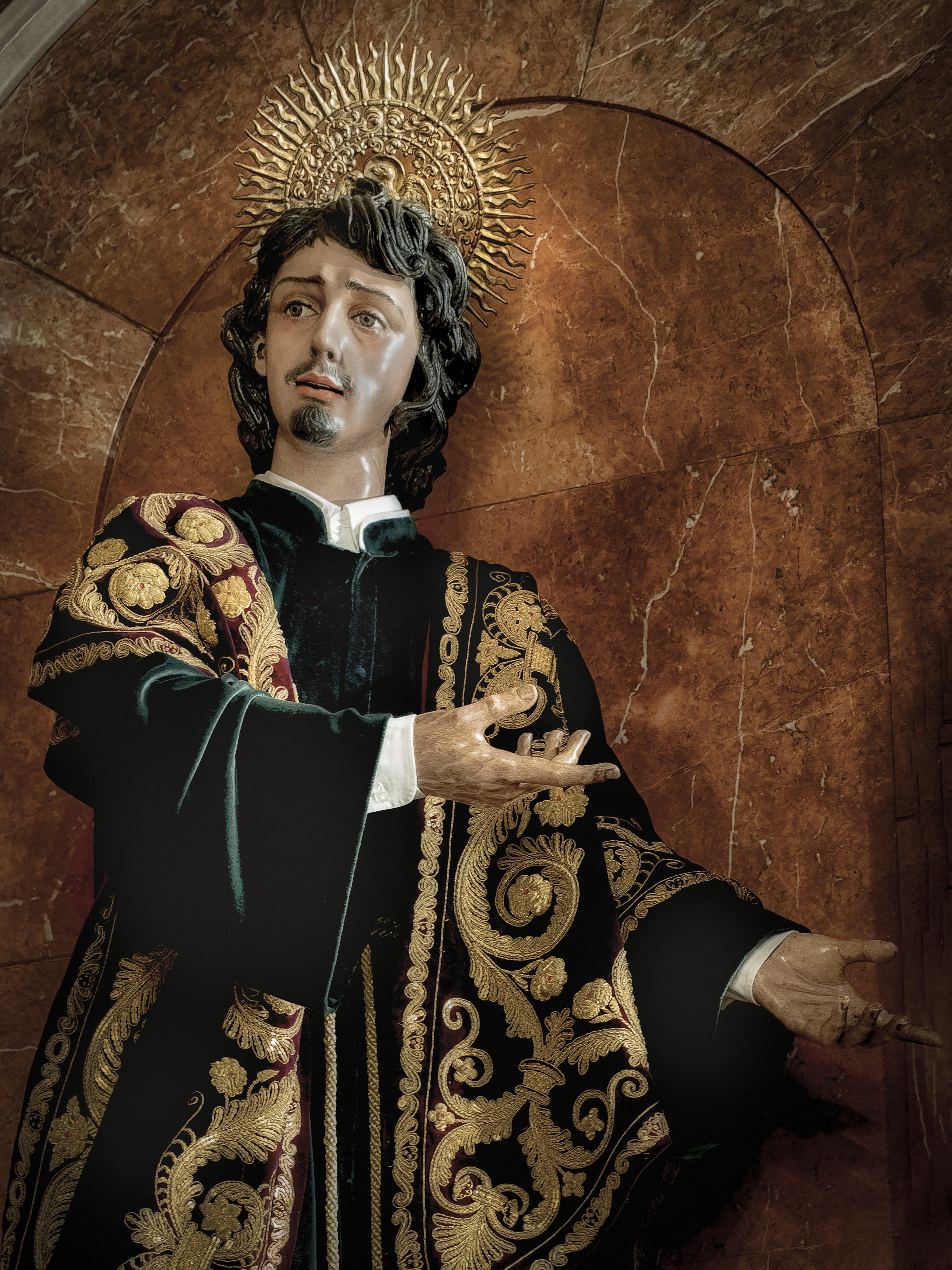
San Juan Evangelista, Titular de la Hermandad de la Victoria

La primera imagen de San Juan Evangelista fue realizada por el imaginero Antonio León Ortega, siendo bendecida el 24 de diciembre de 1950. La imagen fue donada a la Hermandad por Dolores Carrasco de la Corte, acompañaría a María Santísima de la Victoria en su paso de palio desde 1951. Esta imagen sufre el incendio del paso de palio el Miércoles Santo de 1953, siendo restaurada por León Ortega ese mismo año.
La actual Imagen de San Juan Evangelista es obra del imaginero sevillano Luis Álvarez Duarte realizada en 1968, procesionando junto a la Virgen en su paso hasta el año 1991, ya que por decisión del Cabildo General de Hermanos de ese año, se procede a modificar la regla 11 en la que se indica que la Hermandad procesionará cada Miércoles Santo con las Imágenes de Nuestro Padre Jesús de la Humildad y María Santísima de la Victoria. Es por esto que la Junta de Gobierno acuerda en marzo de 1992 que por motivos de ortodoxia cofrade, bajo el punto de vista de la Pasión y por la estética e idiosincrasia de la Hermandad, la Imagen de San Juan Evangelista no formará parte del paso de palio.
La Hermandad celebra función y santa misa en su honor el día de su festividad, el 27 de diciembre.
La Imagen de San Juan Evangelista, entre los meses de octubre de 2023 y febrero de 2024 fue sometida a una restauración en el taller del afamado restaurador sevillano, Enrique Gutiérrez Carrasquilla, corrigiéndose defectos en la sujeción y limpieza y reposición de policromía y sustitución de puntillas y materiales defectuosos por el paso del tiempo.

### Sagrado Corazón de Jesús

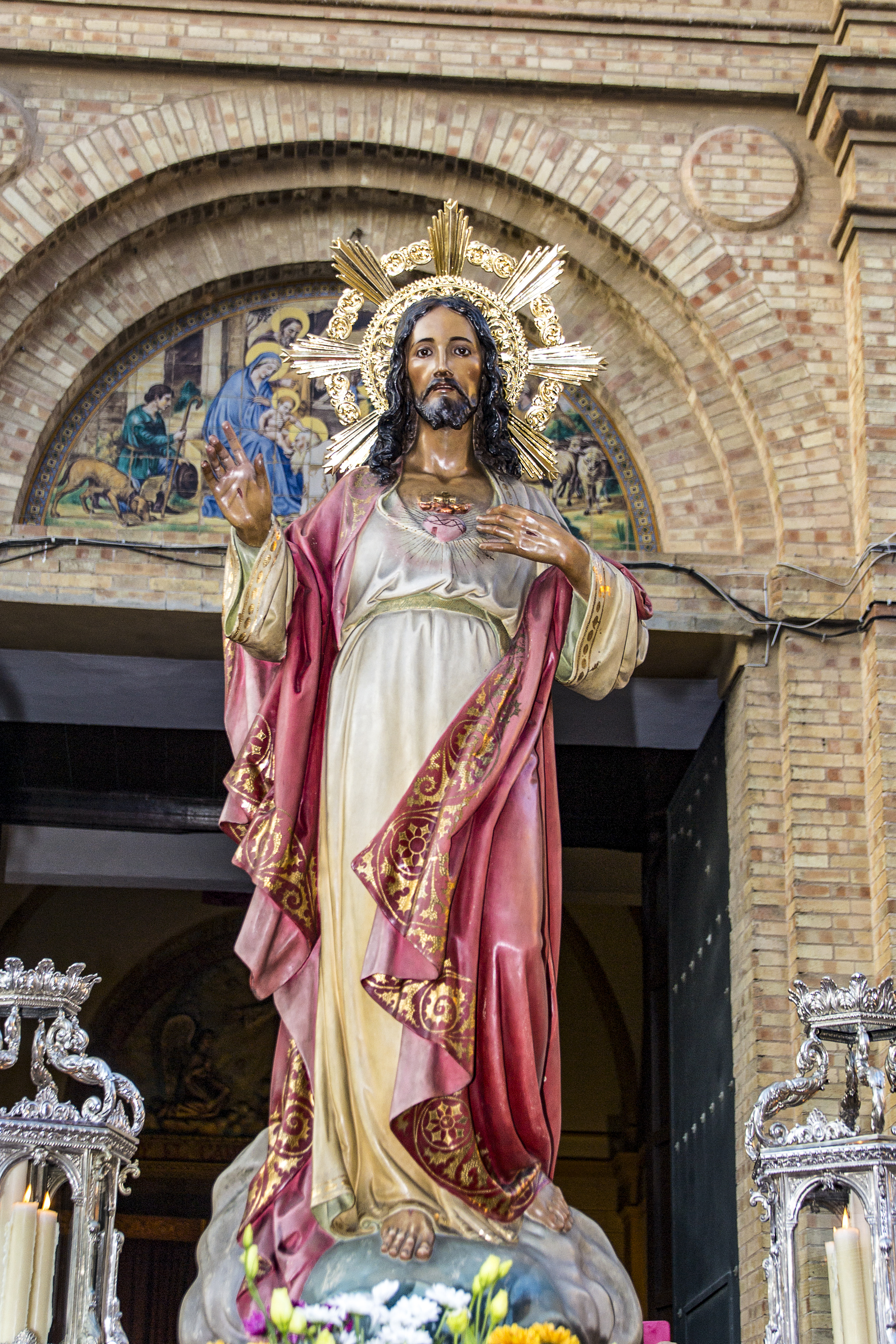
Sagrado Corazón de Jesús

El Cabildo General de Hermanos celebrado en noviembre de 2003, decide incorporar como titular al Sagrado Corazón de Jesús por el vínculo existente entre la Parroquia y la hermandad, que desde su fundación en 1939 ayuda a levantar tanto material como espiritualmente tras la guerra civil. 
La hermandad de la Victoria organiza con la parroquia los cultos anuales en honor al Sagrado Corazón de Jesús, que cuenta con gran devoción entre los feligreses.
La imagen del Sagrado Corazón de Jesús también procesiona el día de su festividad por las calles de la feligresía de la Parroquia del Sagrado Corazón de Jesús. 
La imagen es de serie y actualmente preside la capilla sacramental de la parroquia.

## Sede Canónica
Desde su fundación en 1939, la Hermandad de la Victoria ha residido en la Iglesia del Sagrado Corazón de Jesús, ocupando distintos puntos de ubicación en la misma hasta ocupar Capilla propia.

La iglesia se mandó a construir y fue bendecida, el 22 de diciembre de 1929, por el Cardenal Ilundain.

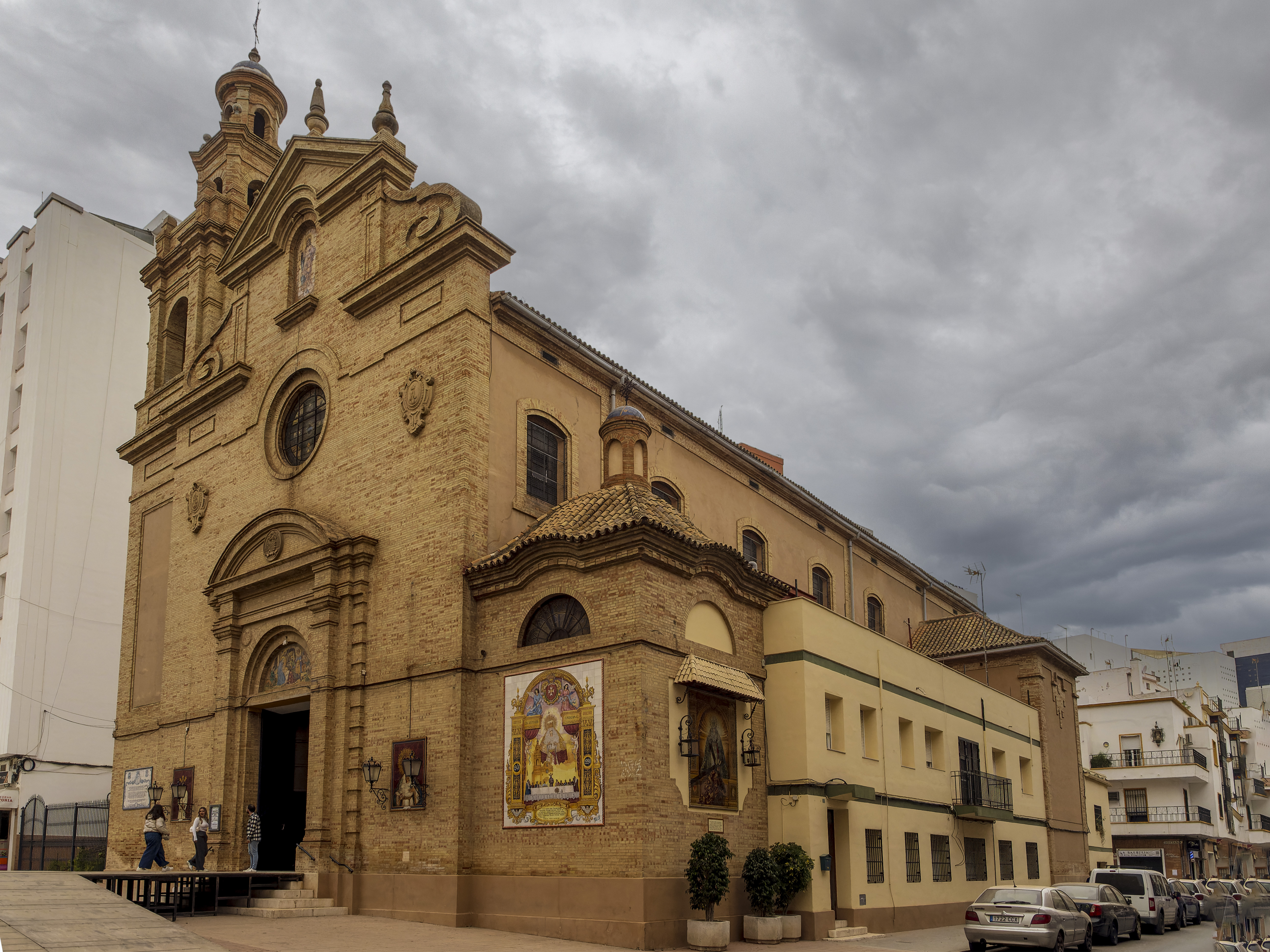
Fachada Principal de la Iglesia Parroquial del Sagrado Corazón de Jesús de Huelva.
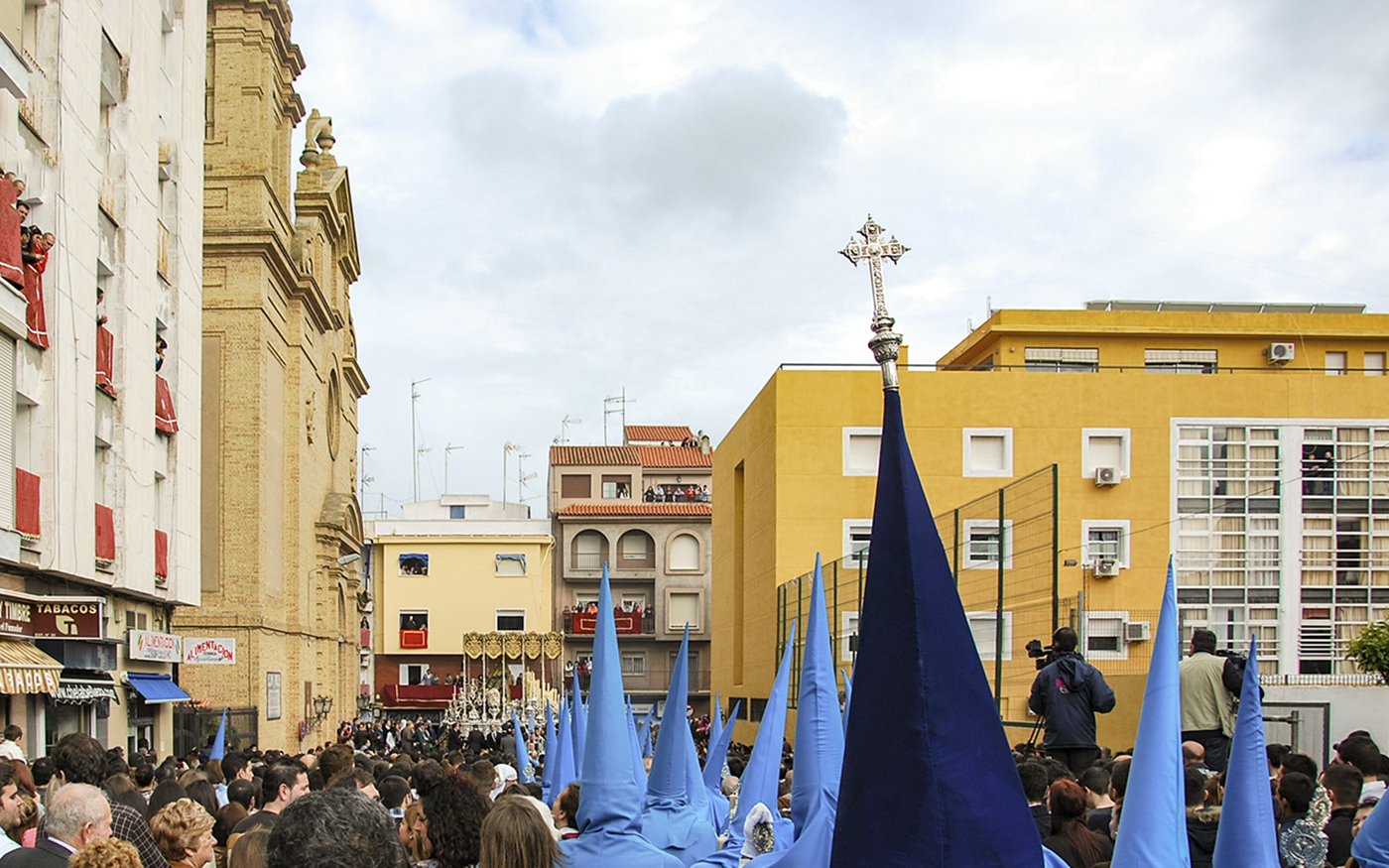
Salida del paso de palio de la Virgen de la Victoria en Miércoles Santo desde su sede canónica.

En la fachada de la iglesia lucen dos retablos cerámicos de Nuestro Padre Jesús de la Humildad y María Santísima de la Victoria, realizados por Mensaque Rodríguez y Cia. en Sevilla, siendo bendecidos el 24 de diciembre de 1950. La Imagen de la Virgen de esos retablos cerámicos es la que tallara Gómez del Castillo en 1940.
También en la fachada de la Parroquia luce un retablo cerámico en el cual se conmemora la imposición de la Medalla de Oro de la Ciudad de Huelva a María Santísima de la Victoria en 1997. Dicho retablo fue inaugurado en la mañana del Miércoles Santo de 2005, por el entonces Párroco y Director Espiritual D. Juan Núñez, Isidoro Olivero Hierro, Hermano Mayor y José Luis Alburquerque, Hermano Mayor de la Hermandad el año de la imposición.

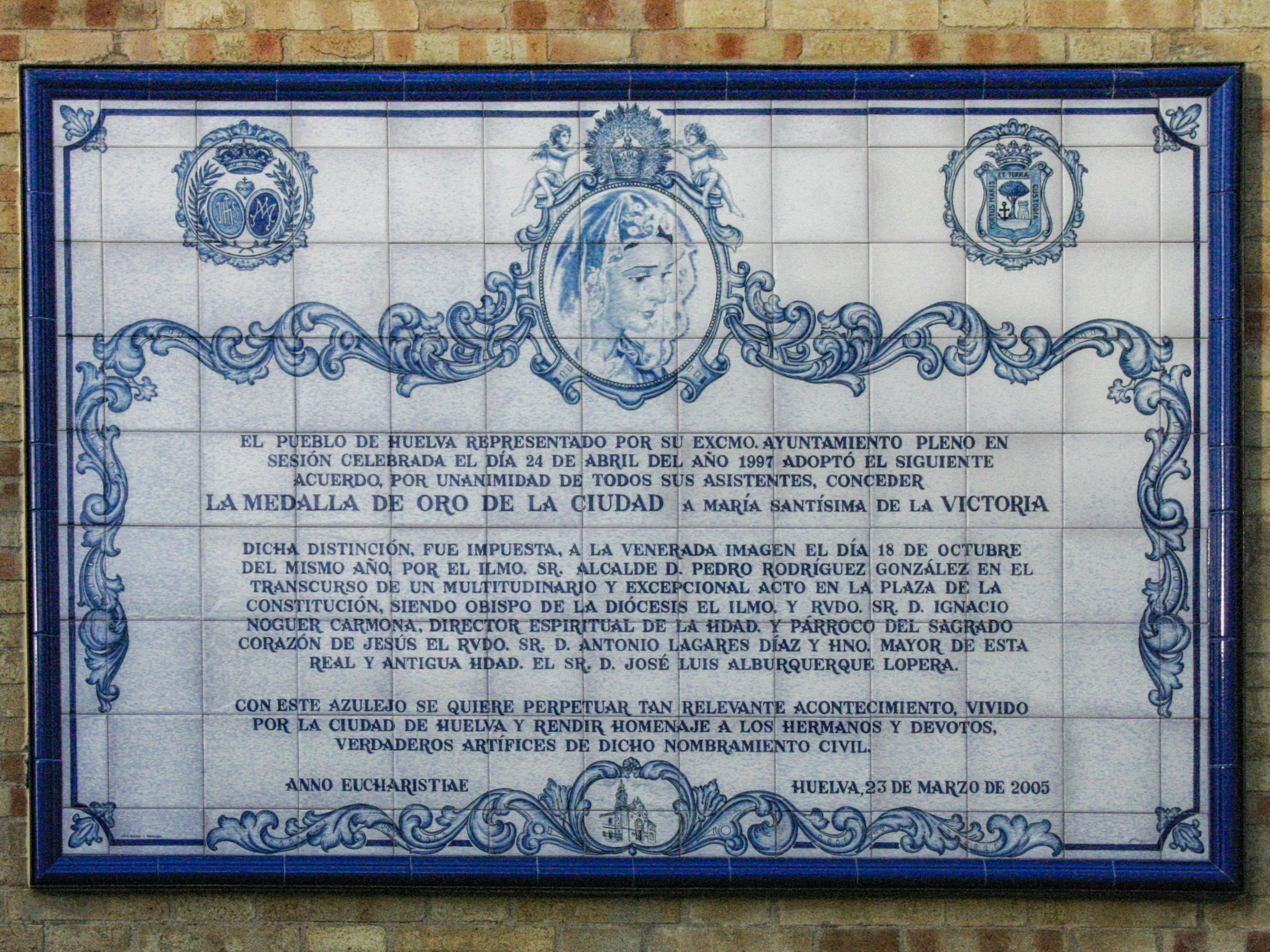
Retablo cerámico conmemorativo de la Imposición de la Medalla de Oro de la Ciudad de Huelva en 1997.

### La Capilla de la Hermandad de la Victoria

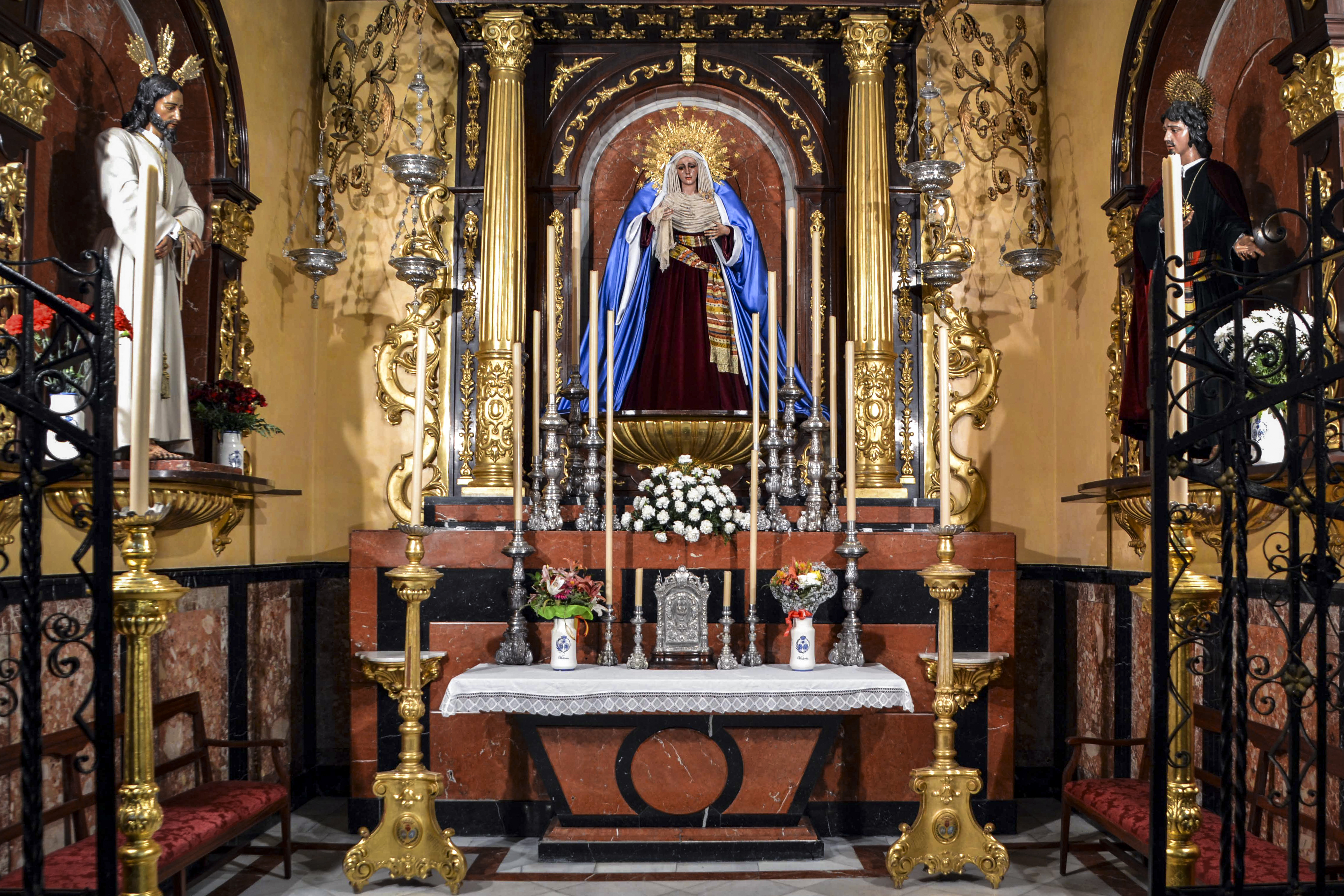
Vista de la Capilla de la Hermandad de la Victoria

Las imágenes de la Hermandad de la Victoria, a través de los años desde 1940,  ha tenido diversas ubicaciones en el interior de la Parroquia del Sagrado Corazón de Jesús.
La actual capilla está situada en el lateral del muro de la Epístola y fue construida según proyecto de Francisco Monís Cano, Mayordomo perpetuo de la Hermandad.
La obra consistió en un altar central al fondo y de frente donde se sitúa a María Santísima de la Victoria, presidiendo la misma y en las paredes laterales ambas hornacinas, una para Nuestro Padre Jesús de la Humildad y otra para San Juan Evangelista.
El proyecto fue realizado por el tallista onubense Miguel Hierro Barreda con grandes cualidades artísticas que poseía el maestro artesano que fue tan apreciado y querido por sus obras realizadas tan magistralmente en la ciudad. La capilla fue bendecida el día 1 de marzo de 1967.

## Casa Hermandad de la Victoria
La Casa Hermandad de la Victoria está situada en la calle Puebla de Guzmán n.º 10, en el onubense barrio de El Polvorín, a escasos metros de la sede canónica, la Iglesia Parroquial del Sagrado Corazón de Jesús, donde se encuentra la secretaría de la Hermandad, así como una extensa exposición de los enseres que posee la Corporación.
La Casa Hermandad fue bendecida e inaugurada el día 20 de enero de 1986, festividad de San Sebastián, Patrón de la Ciudad. También podremos admirar en la fachada, dos magníficos retablos cerámicos realizados por el afamado ceramista Joaquín Soriano en su taller de Benacazón (Sevilla), bendecidos en la Cuaresma de 2004.
Concebida como Casa y Museo, en ella se encuentra expuesto, durante todo el año, el patrimonio artístico de la Hermandad. En numerosas vitrinas se puede contemplar la totalidad de las piezas que conforma el paso de palio, las insignias del cortejo, preseas y ajuar de Nuestro Padre Jesús de la Humildad y María Santísima de la Victoria. También cuenta con salón principal para actos y reuniones, despacho y sala de Juntas además de las oficinas de Secretaría y Mayordomía.

La Hermandad de la Victoria también posee un local anexo a la Casa de Hermandad en la calle Almonaster la Real n.º 7, concebido dicho lugar como sala de Hermanos y destinada también para efectuar trabajos de priostía.

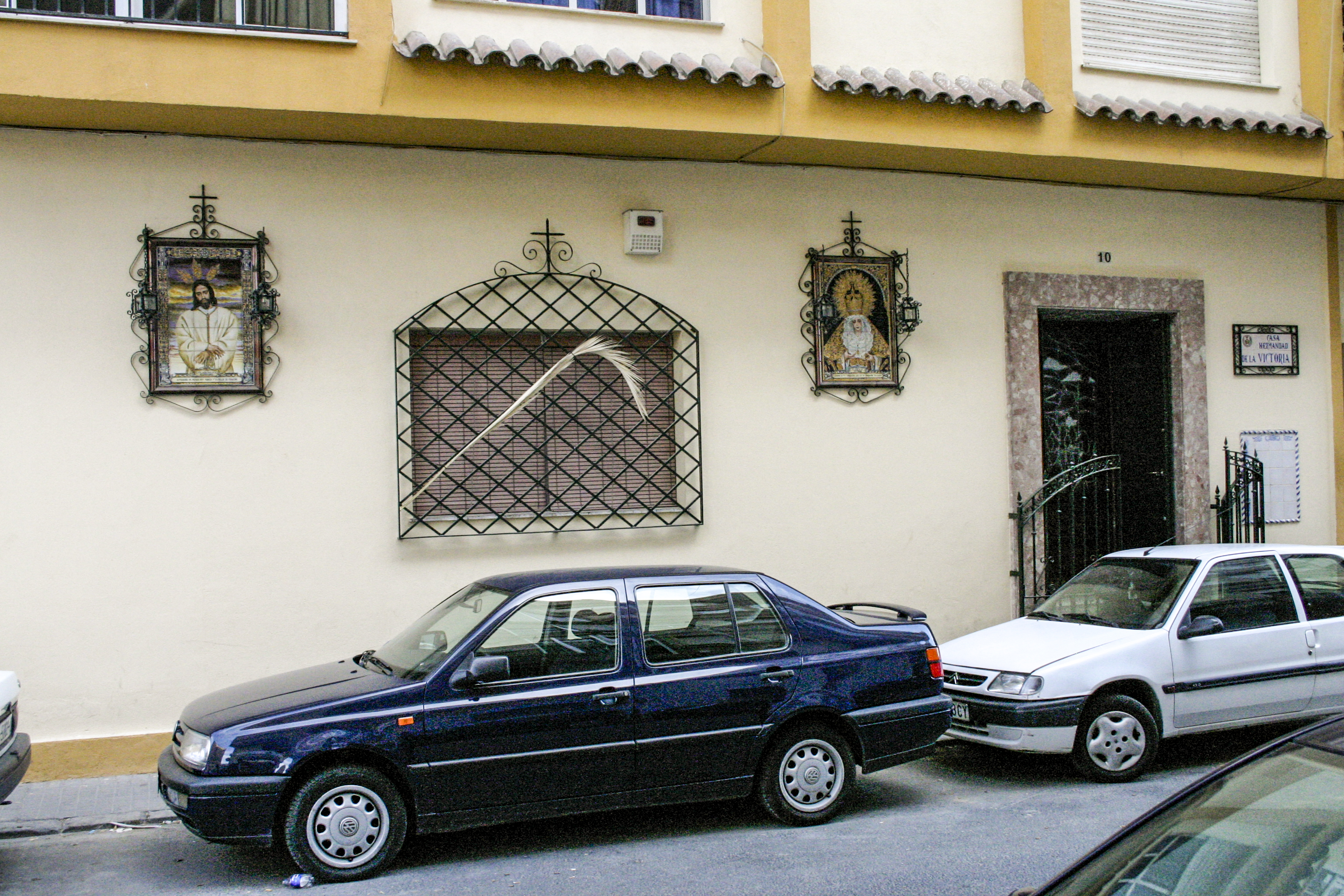
Fachada Casa de Hermandad de la Victoria
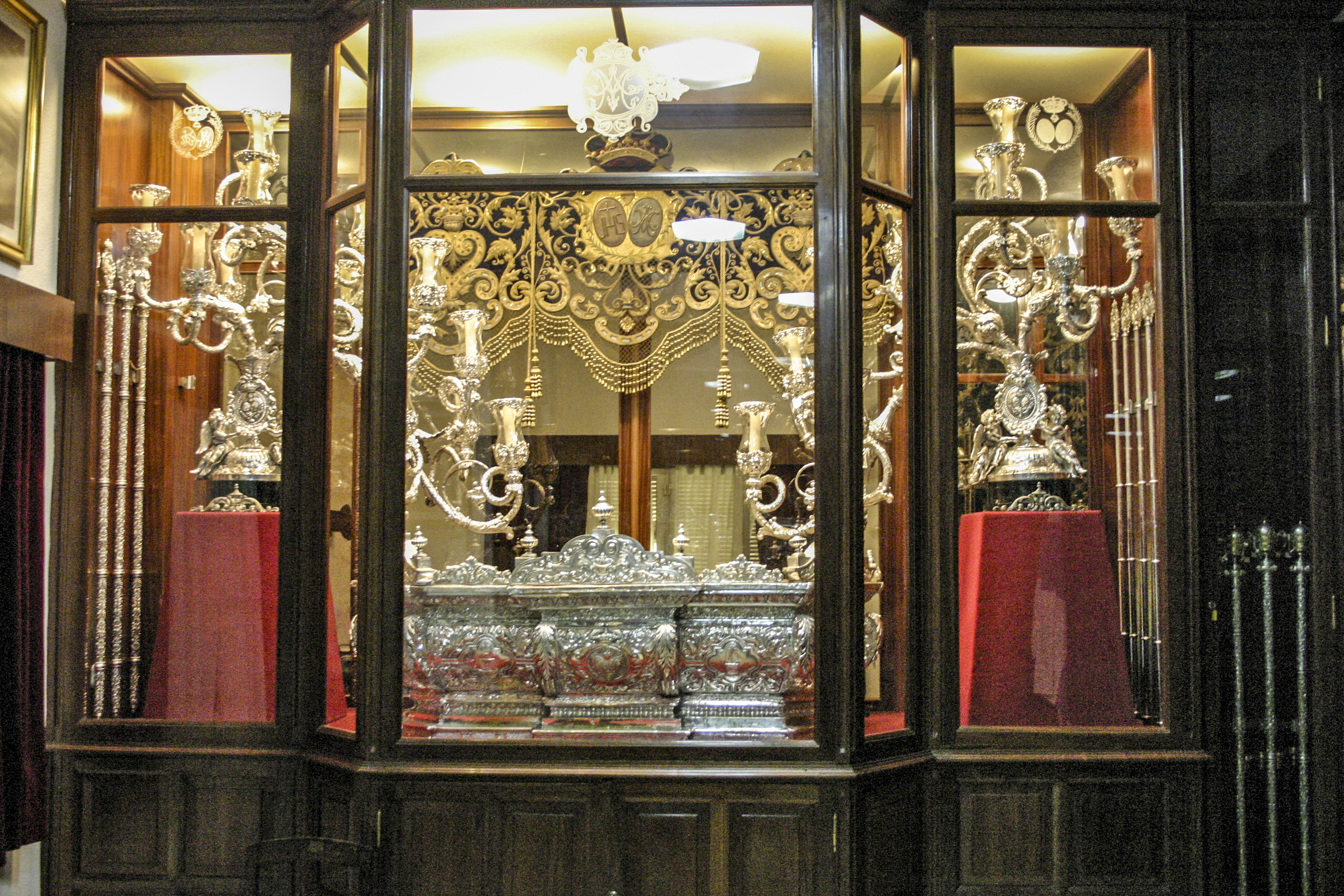
Vitrina en Casa Hermandad de la Victoria
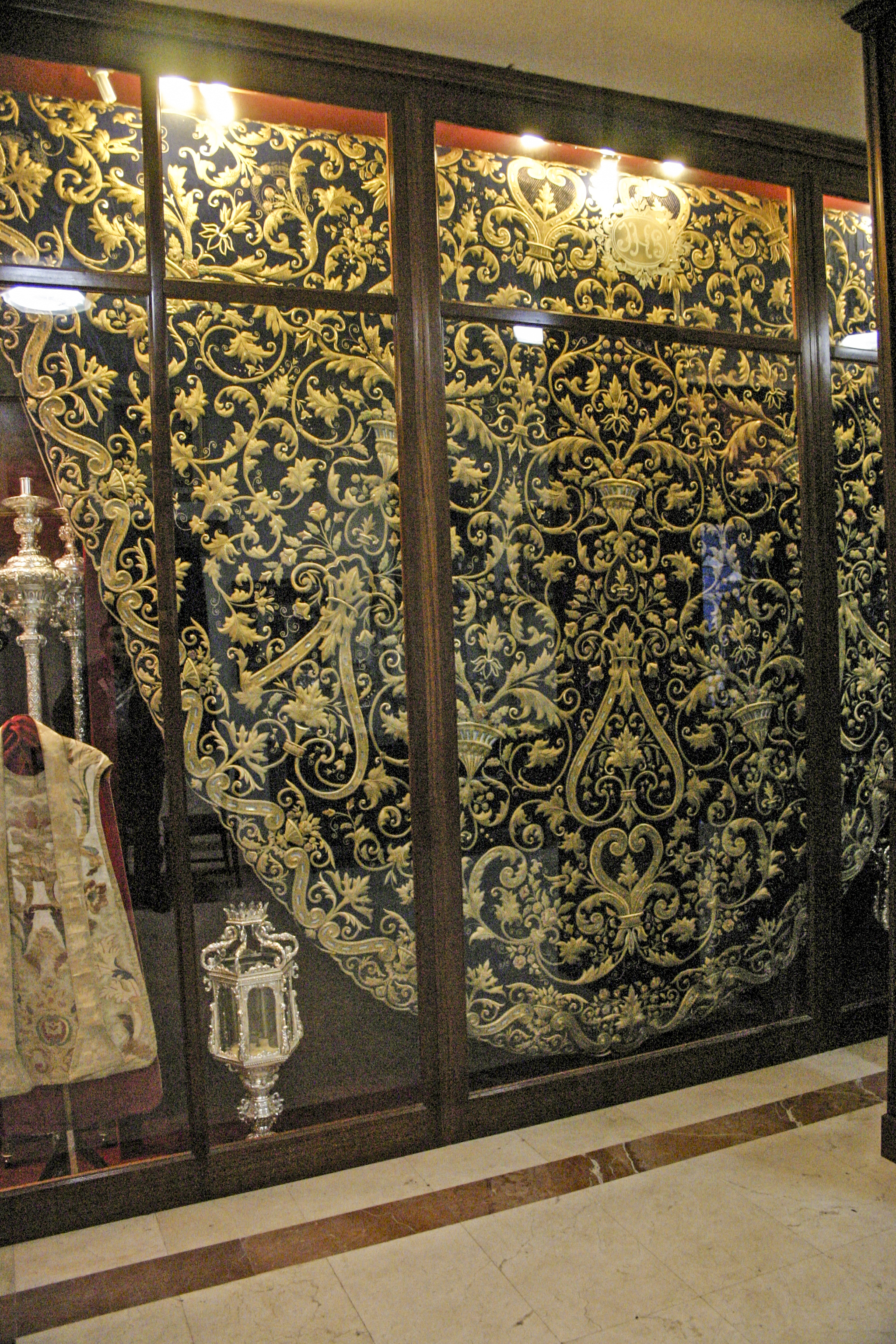
Vitrina en Casa Hermandad de la Victoria con el manto de salida
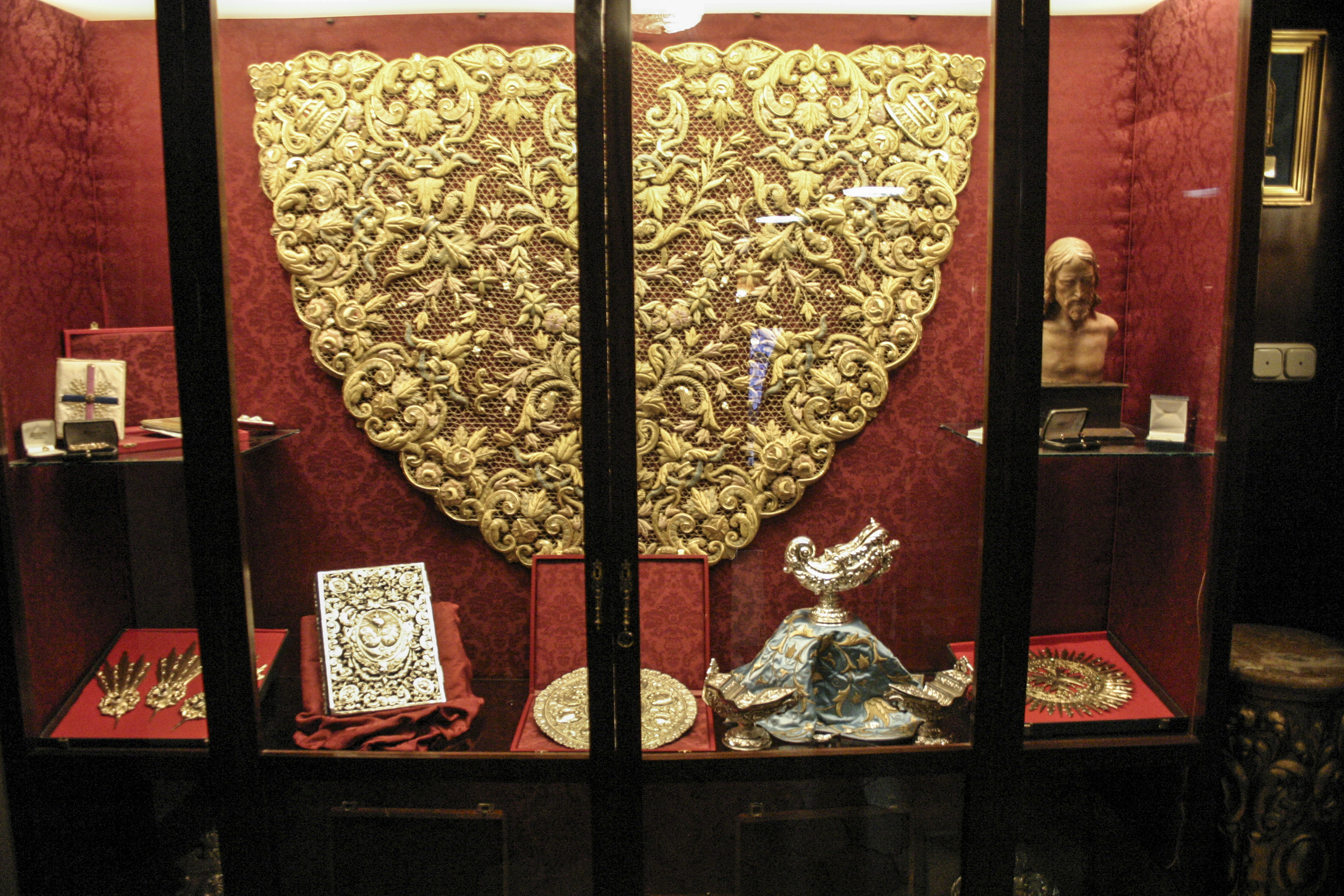
Vitrina en Casa Hermandad de la Victoria con toca sobremanto
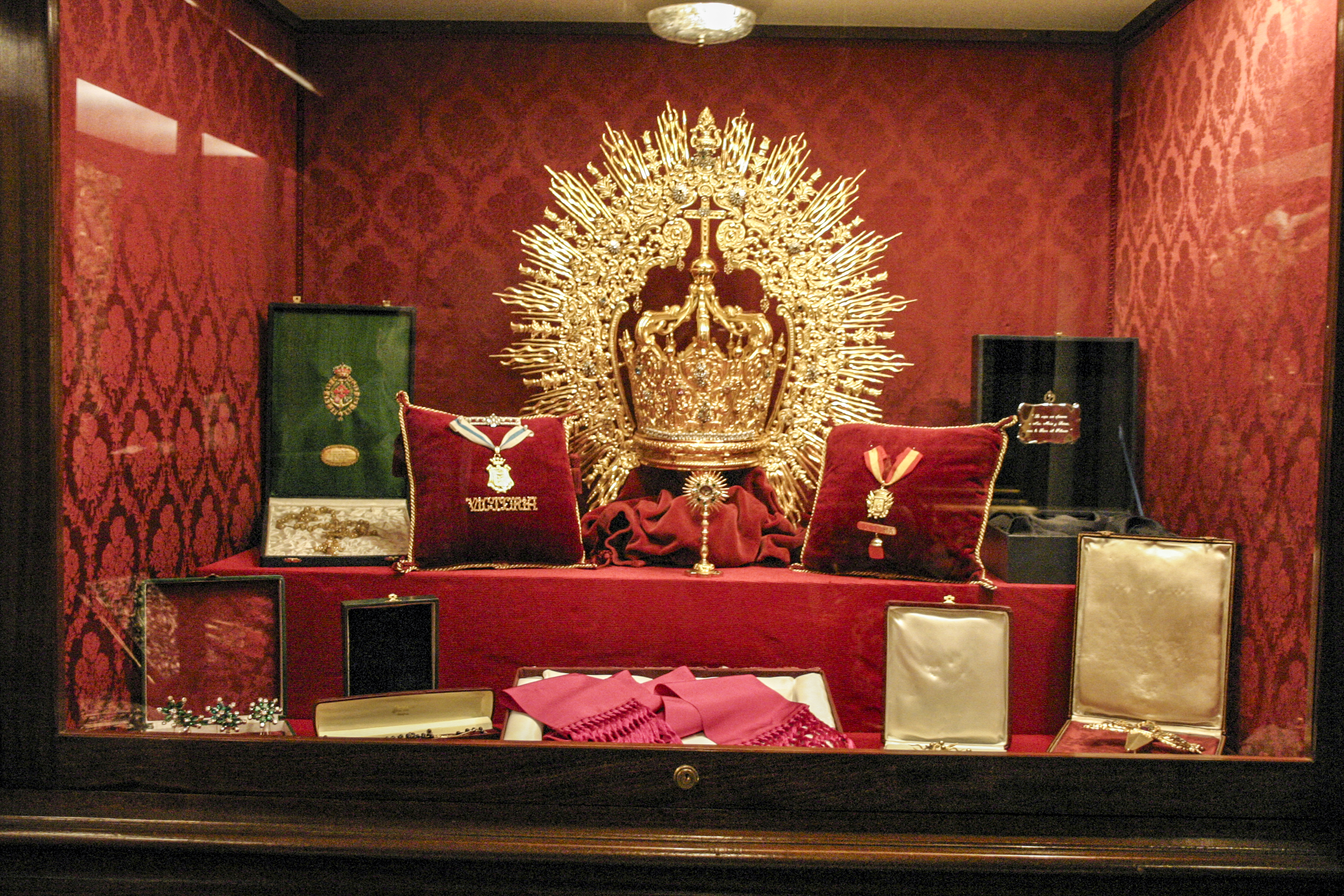
Vitrina en Casa Hermandad de la Victoria con una de las coronas de la Virgen

## Archivo musical
Marchas de Bandas de Cornetas y Tambores y Agrupación
- Humildad (Francisco Ortega Ramos 1950)
- Despreciado de Herodes (Francisco R. Rodríguez Rivera y Mariano Balufo, 1993)
- Mi Nardo Moreno (José Manuel Reina)
- Desprecio de Herodes (José Manuel Reina)
- Humildad y Sacrificio (José Manuel Reina)
- Al Dios de la Humildad (Pedro Manuel Pacheco)
- Victoria, Flor de Azahar (Jesús Gómez Rodríguez y Vicente Moreno Alvadalejo, 2002)
- Bajo la Humildad de tus trabajaderas (Sergio Ávila)
- La Rosa de los Vientos (Banda de CC. y TT. Jesús Nazareno de Huelva 2012)
- La Humildad (Jesús Quintero Barrionuevo) (2016)
- Despreciado (Jesús Manuel Perojil Villar) (2017)

Marchas de Procesión Banda de Música
- La Virgen de la Victoria (Francisco Ortega Ramos - 1950)
- Victoria del Polvorín (Francisco Cano Pérez - 1996)
- En el Cielo del Polvorín (Francisco Gutiérrez - 2003)
- Victoria (José de la Vega - 2007)
- Reina del Polvorín (Juan R. Vilchez - 2008)
- Victoria Coronada (José de la Vega - 2010)
- Coronación en el Polvorín (Jesús Manuel Perojil - 2012)
- Victoria, Reina de Huelva (Pastor Bueno - 2012)
- Madre de la Victoria Coronada (Juan M. Cutiño - 2012)
- Salve, Virgen de la Victoria Coronada (Ángel Alcaide y Álvaro Barroso - 2012)
- Reina Coronada del Polvorín (Juan R. Vilchez Checa - 2012)
- María Santísima de la Victoria (J. M. Bernal - 2012)
- Coronación de la Victoria (Anselmo García Martín - 2012)
- Aniversario en el Polvorín (Jesuli Perojil - 2014)
- Luz de la Victoria (José Ramón Rico Muñoz - 2014)
- Viva la Madre de Dios (José Manuel Bernal Montero - 2017)
- Señora del Cielo (Antonio Domínguez - 2018)
- La Victoria (Celestino González Rodríguez - 2019)
- Reina y Señora del Polvorín (Miguel Ángel Martín Hernández - 2020)
- La Virgen del Polvorín (Borja Romero González - 2020)
- Cuando pasa La Victoria (Juan Manuel Velázquez Ruiz - 2020)
- Victoria y Amén (Francisco Pastor - 2021)
- Madre (David Luque Sánchez - 2022)
- Y en su palio, la Victoria (Luis García Rodríguez - 2024)

Otras composiciones
- Huelva te llama Victoria (Vicente Sanchís 1997)
- Salve a la Virgen de la Victoria (José Antonio Vieira y Miguel López Verdejo)
- Himno de la Coronación (Eduardo Fernández Jurado e Iván Macías 2012)
- Salve popular de la Virgen de la Victoria (Manuel Correa) (2018)

## Paso por Carrera Oficial
| Predecesor: Hermandad de la Santa Cruz | Orden de Entrada en la Carrera Oficial Miércoles Santo Tercer lugar | Sucesor: Hermandad de la Esperanza |